# Turul Franței
Turul Franței (franceză Le Tour de France) este o competiție ciclistă anuală ce se desfășoară în Franța și în țările din jurul ei. Organizată pentru prima dată în anul 1903, acoperă o lungime totală de peste 3.600 km și se întinde pe durata a trei săptămâni. Datorită prestigiului pe care l-a căpătat de-a lungul timpului, competiția atrage la start cicliști și echipe din întreaga lume. Ea este împărțită pe segmente zilnice, denumite etape. La finalul celor trei săptămâni, pentru fiecare concurent în parte se cumulează timpii obținuți în fiecare etapă pentru a se determina câștigătorul competiției. În fiecare zi, sportivul cu cel mai mic timp acumulat după sfârșitul zilei precedente îmbracă tricoul galben de lider al clasamentului general.
Traseul competiției se modifică în fiecare an, dar ea se încheie întotdeauna la Paris. Începând cu anul 1975, ultima etapă se desfășoară de-a lungul bulevardului Champs-Élysées. Excepția de la această regulă a făcut-o ediția din 2024 care s-a încheiat la Nisa deoarece Parisul a fost implicat în organizarea Jocurilor Olimpice.

## Caracterizare
În mod obișnuit se desfășoară pe parcursul a 21 de zile (etape), timp în care cicliștii străbat peste 3.200 km.
Cel mai scurt Tur al Franței s-a desfășurat în 1904 (2.420 km), iar cel mai lung în 1926 (5.745 km).
De obicei, cele trei săptămâni de competiție includ și două zile de pauză, utilizate uneori pentru a transporta cicliștii dintr-un oraș în care s-a încheiat o etapă în altul în care urmează să înceapă una. Traseul competiției variază de la parcurgerea teritoriului Franței în sensul acelor de ceasornic la parcurgerea acestuia în sensul invers acelor de ceasornic. Primul traseu desenat în sensul invers acelor de ceasornic a apărut în anul 1913. The New York Times a spus că „Turul Franței este probabil cea mai solicitantă competiție sportivă, din punct de vedere psihologic.” Efortul depus de un ciclist în această competiție a fost comparat cu efortul depus de un atlet în cazul în care „ar alerga câte un maraton pe zi, timp de aproape trei săptămâni.” Totodată, suma diferențelor de nivel străbătute de-a lungul cățărărilor unui Tur al Franței a fost comparată cu „escaladarea a trei Everesturi.”

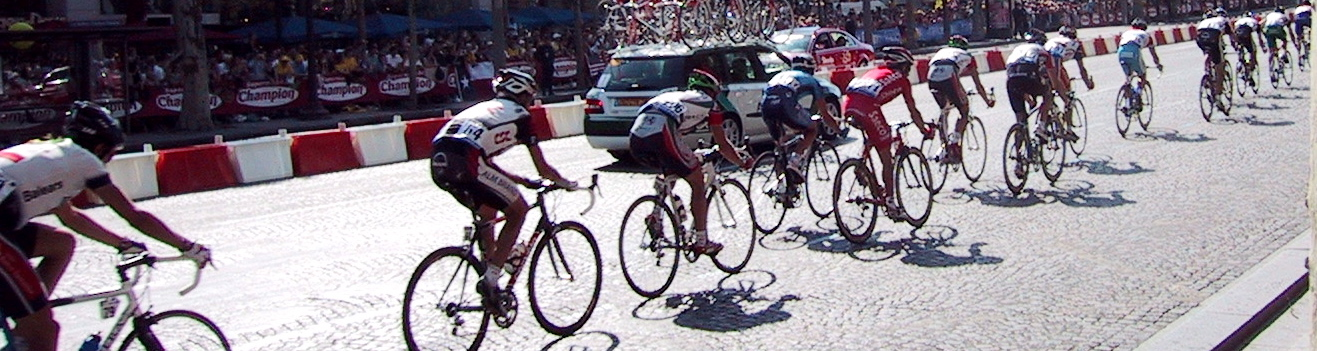
Cicliștii pedalând pe Champs Élysées în Turul Franței din 2004

Într-o cursă sunt acceptate între 20 și 22 de echipe, fiecare dintre ele fiind alcătuită din câte nouă cicliști. Participarea se face pe bază de invitații trimise echipelor alese de organizatori, Amaury Sport Organisation. Coechipierii conlucrează între ei și dispun de o mașină tehnică în care se află managerii și mecanicii.
Competitorii sunt clasificați în urma adunării timpilor înregistrați în fiecare etapă. Ciclistul cu cel mai mic timp astfel adunat este liderul clasamentului general. Se acordă bonificații de timp sportivilor care termină printre primii etapa și celor care trec printre primii pe la punctele intermediare de cronometrare. Există posibilitatea de a câștiga Turul Franței fără a obține vreo victorie de etapă. Ca exemplu, se poate aminti anul 2010 când Alberto Contador a triumfat în acest mod; această situație s-a mai întâlnit în alte șase ediții ale Turului. Se întocmesc clasamente subsidiare competiției principale (vezi mai jos), liderii multora dintre acestea purtând tricouri distinctive.
În majoritatea etapelor, cicliștii pornesc împreună, iar cel ce trece primul linia de sosire este declarat câștigător de etapă. Totuși, în unele zile se programează etape contratimp, individuale sau pe echipe. Câștigătorul Turului este, de obicei, un specialist al etapelor de munte și al acestor etape contratimp. Cele mai multe etape se desfășoară pe teritoriul Franței, deși, începând cu anii '60 a devenit o obișnuință ca traseul Turului Franței să treacă și prin țările din apropiere: Andorra, Belgia, Anglia, Germania, Irlanda, Italia, Luxemburg, Monaco, Olanda, Spania și Elveția au găzduit etape sau părți de etapă. Austria, Qatar și Scoția și-au exprimat dorința de a deveni puncte de plecare al viitoarelor ediții. Profilul etapelor poate fi plat, vălurit sau montan. Din 1975, finalul Turului Franței se desfășoară pe bulevardul Champs-Élysées din Paris; între 1903 și 1967, competiția se încheia pe stadionul Parc des Princes, situat în vestul Parisului, iar între 1968 și 1974, finalul era găzduit de Piste Municipale din sudul capitalei franceze.

## Origini
Originile Turului Franței sunt legate de celebra dezbatere cu privire la Afacerea Dreyfus, dezbatere care a divizat Franța la sfârșitul secolului al XIX-lea. Motivul acesteia era reprezentat de condamnarea soldatului Alfred Dreyfus - ulterior exonerat de răspundere - care se presupunea că vânduse secrete militare germanilor. Disputele dintre cei ce-l susțineau pe Dreyfus și ceilalți deveniseră, la acea vreme, foarte aprinse. Ambele tabere ajunseseră să organizeze demonstrații publice. Una dintre acestea a avut loc în 1899, în timpul cursei de cai de la Auteuil și l-a determinat pe istoricul Eugen Weber să descrie acest conflict ca fiind o „luptă politică absurdă” (engleză an absurd political shindig). Printre cei implicați atunci s-a numărat și contele Jules-Albert de Dion, proprietarul fabricii de mașini De Dion-Bouton. El îl considera pe Dreyfus vinovat. Din cauza implicării sale în demonstrația de la Auteuil, când l-a lovit pe președintele Franței, Émile Loubet, cu o cârjă în cap, Jules-Albert de Dion a fost închis timp de 15 zile, plătind și o amendă în valoare de 100 de franci.
Referitor la incidentul de la Auteuil, Weber spunea că acesta fusese „fabricat pentru presa sportivă” (engleză tailor-made for the sporting press). Primul și cel mai important ziar sportiv francez la acea vreme era Le Vélo, care vindea 80.000 de exemplare zilnic. Editorul publicației, Pierre Giffard, îl considera pe Dreyfus nevinovat. El a relatat arestarea acestuia într-un mod ce i-a displăcut total lui Jules-Albert de Dion. Din acest motiv, Dion, împreună cu alți câțiva opozanți ai lui Dreyfus (printre care Adolphe Clément și Édouard Michelin), a înființat un ziar sportiv rival, pe care l-a denumit L'Auto.
Henri Desgrange a fost angajat ca redactor șef al noului ziar astfel înființat. Acesta fusese un ciclist proeminent și deținea, împreună cu Victor Goddet, velodromul din cadrul arenei Parc des Princes. De Dion îl cunoștea pe Desgrange datorită reputației pe care acesta și-o câștigase în ciclism, dar și ca urmare a cărților și articolelor sale despre ciclism. De asemenea, Desgrange se făcuse cunoscut și prin articolele de presă, scrise pentru compania Clément, companie producătoare de anvelope.

## Apariție
Dar L'Auto n-a beneficiat de succesul scontat de finanțatorii săi. Vânzările constant mai mici decât ale rivalilor au determinat o întâlnire de criză pe 20 noiembrie 1902, la etajul central al sediului L'Auto din strada Faubourg Montmartre (franceză Rue du Faubourg Montmartre), numărul 10, din Paris. Ultimul care a luat cuvântul la această întrunire a fost șeful departamentului ciclism din cadrul ziarului, Géo Lefèvre. Acesta avea 26 de ani și era cea mai tânără persoană prezentă la respectiva întâlnire. Desgrange îl luase pe Lefèvre de la ziarul lui Giffard. Pentru relansarea ziarului, Lefèvre a sugerat înființarea unei curse cicliste, disputată pe parcursul a șase zile și care să se desfășoare pe tot teritoriul Franței. Cursele de ciclism pe distanțe lungi, create cu scopul de a vinde mai multe ziare, erau ceva obișnuit pentru acea perioadă. Dar niciodată nu se încercase o cursă atât de lungă pe cât propusese Lefèvre. Dacă aceasta ar fi fost un succes, ar fi ajutat ziarul L'Auto să-și depășească rivalul și poate chiar să-l desființeze. Putea fi, după cum spunea Desgrange, „un ghimpe în coasta lui Giffard” (engleză nail Giffard's beak shut).
Desgrange și Lefèvre au discutat după prânz despre respectiva idee. Desgrange avea totuși îndoieli, dar directorul financiar al publicației, Victor Goddet, era entuziasmat. El i-a înmânat lui Desgrange cheile de la seiful companiei, spunându-i: „Ia tot ce ai nevoie”. Următorul pas a fost anunțarea datei de disputare a cursei: 19 ianuarie 1903.

## Primul Tur al Franței
Primul Tur al Franței a fost programat în anul 1903. Planul inițial prevedea o cursă alcătuită din cinci etape desfășurate între 31 mai și 5 iulie. Startul urma a se da în Paris, iar finalurile de etapă erau rezervate orașelor Lyon, Marseille, Bordeaux și Nantes, pentru ca ultima etapă să se încheie tot la Paris. Ulterior, pentru ca traseul Turului să acopere tot sudul Franței, de la Marea Mediterană la Oceanul Atlantic, a fost adăugat și orașul Toulouse. Etapele erau programate a se disputa și pe parcursul nopții, sosirile urmând a se petrece în după-amiaza zilei următoare. Între etape erau prevăzute zile de pauză. Dar acest plan gândit de organizatori s-a dovedit a fi descurajant și prea costisitor pentru potențialii participanți și ca atare nu s-au înscris decât 15 concurenți. Desgrange n-a fost niciodată convins de șansa de reușită a acestei idei și a fost la un pas să renunțe la ea. Totuși, a micșorat perioada de desfășurare a cursei la doar 19 zile, între 1 și 19 iulie și a oferit o indemnizație zilnică, în valoare de cinci franci, tuturor cicliștilor poziționați în primii 50, cu condițiile ca ei să nu fi câștigat până atunci mai mult de 200 de franci și să fi avut o viteză medie de deplasare de minim 20 km/h în fiecare etapă. Această sumă reprezenta echivalentul venitului zilnic obținut de un muncitor în fabrică. De asemenea, a micșorat taxa de participare de la 20 la 10 franci și a stabilit ca valoarea premiului pentru câștigătorul Turului să fie de 12.000 de franci, iar cea pentru învingătorii de etapă să fie de 3.000 de franci. Astfel, cel ce avea să câștige Turul Franței urma să obțină de șase ori venitul anual al majorității muncitorilor. Aceste modificări au sporit numărul celor înscriși la 60-80 de persoane, – numărul lor nu este exact întrucât unele doar au părut interesate, iar altele s-au retras ulterior – printre ele regăsindu-se nu numai profesioniști, ci și amatori, șomeri sau simpli aventurieri.
Desgrange părea să nu fi uitat că Afacerea Dreyfus era cea care îi lansase practic cursa și cea care stârnise pasiuni în rândul sponsorilor săi. El a anunțat debutul noii competiții citându-l pe scriitorul Émile Zola, a cărui scrisoare deschisă, în care fiecare paragraf începea cu „Acuz ...” (franceză J'accuse ...), a condus la achitarea lui Dreyfus. Stabilindu-și un discurs plin de figuri de stil, Desgrange a spus:
Precum caracterul puternic și lipsit de prejudecăți, pe care Zola i-l atribuie țăranului său din Pământul (franceză La Terre), L'Auto, un ziar al ideilor și al acțiunii, este pe cale să trimită în întreaga Franță pe acei simpli și viguroși semănători ai rezistenței, marii profesioniști pe bicicletă.
El a continuat:
De la Paris la valurile albastre ale Mediteranei, de la Marseille la Bordeaux, trecând pe drumuri roz și visătoare ce dorm sub soare, de-a lungul liniștitoarelor câmpuri din Vendée, urmărind Loara ce curge nemișcată și tăcută, oamenii noștri se vor întrece nebunește, neobosiți.
Startul primului Tur al Franței s-a dat în satul Montgeron, în apropierea cafenelei Café Reveil-Matin, situată la intersecția străzilor Melun și Corbeil. Cel care a făcut semn cicliștilor să pornească a fost starterul Georges Abran, la ora 15:16, în data de 1 iulie 1903. L'Auto – care, în acea dimineață, nu publicase pe prima pagină nimic despre cursă – a scris:
Bărbații își scot pălăriile, femeile umbrelele. Unora le-ar fi plăcut să atingă mușchii de oțel ai celor mai curajoși campioni din antichitate încoace. Cine va fi cel care va cuceri primul premiu, trecându-se astfel pe panoplia pe care numai supraoamenii se pot afla?
Printre competitori s-au regăsit Maurice Garin, viitorul învingător, Hippolyte Aucouturier, cel mai puternic adversar al său, favoritul german Josef Fischer, dar și o colecție întreagă de aventurieri, inclusiv cel ce a concurat sub numele de „Samson”.
Competiția s-a încheiat în suburbiile Parisului, în Ville d'Avray, în apropierea restaurantului Restaurant du Père Auto. Înainte de final s-a desfășurat o ceremonie ciclistă în Paris și s-au parcurs câteva tururi în jurul arenei Parc des Princes. Garin a dominat Turul, câștigând prima etapă și ultimele două, parcurgând traseul cu o viteză medie de 25,68 km/h. Ultimul în clasament, Millocheau, a terminat cursa cu o întârziere de 64 de ore, 47 de minute și 22 de secunde față de lider.

### 'Ultimul' Tur
Atât de mare a fost pasiunea pe care primul Tur al Franței a stârnit-o în rândul spectatorilor și al cicliștilor, încât Desgrange a spus că cel de-al doilea Tur va fi și ultimul. Trișatul a fost la ordinea zilei, iar cicliștii au fost bătuți de fanii adversarilor pe când se apropiau de finalul cățărării de pe col de la République (Vârful Republicii), uneori denumit și col du Grand Bois (Vârful Marii Păduri), vârf situat în apropiere de Saint-Étienne. Istoricul Bill McGann a spus:
Desgrange și Lefèvre au înghițit mai mult decât puteau mesteca... A fost un Tur ciudat și nimeni nu poate ști cu exactitate ce s-a întâmplat. Întrucât etapele au fost atât de lungi, cicliștii au fost nevoiți să pedaleze și noaptea. În pofida faptului că oamenii lui Desgrange au făcut tot ce le-a stat în putință pentru a supraveghea cursa, trișatul s-a exercitat cu ușurință. Unii au fost acuzați că s-ar fi furișat în mașini. Alții că ar fi luat trenul. Mai mult decât atât, Turul lui Desgrange a aprins scânteia pasiunii printre fanii ciclismului, lucru ce se putea dovedi fatal pentru cursă.
Deși decizia finală a fost luată de Union Vélocipèdique de France, pe 30 noiembrie, inițial, cicliștii din fruntea clasamentului, inclusiv câștigătorul Maurice Garin, au fost descalificați. McGann a considerat că UVF a întârziat atât de mult decizia, tocmai pentru că „știa foarte bine ce pasiuni se dezvoltaseră în jurul acestei curse.”
Opinia lui Desgrange cu privire la agresiuni și trișări s-a conturat în titlul reacției sale din L'Auto: SFÂRȘITUL. El a scris următoarele:
Turul Franței tocmai s-a încheiat și mă tem că cea de-a doua ediție a sa va fi și ultima. Va muri sub povara propriului succes, din cauza pasiunilor oarbe ce s-au dezlănțuit, din cauza abuzurilor și suspiciunilor unor oameni ignoranți și rău-intenționați. Și totuși, deocamdată, se pare că am creat, prin acest mare eveniment, cel mai durabil și impunător monument al lumii cicliste. Am sperat ca în fiecare an să răspândim sportul din ce în ce mai mult, în cea mai mare parte a Franței. Rezultatele anului trecut ne-au dovedit că raționamentul nostru a fost corect, dar iată-ne acum, la sfârșitul celei de-a doua ediții a Turului Franței, dezgustați și descurajați ca urmare a acestor trei săptămâni de grele calomnii și abuzuri.
Însă, disperarea lui Desgrange nu a durat prea mult. În primăvara anului următor, el plănuia deja un alt Tur, disputat pe parcursul a 11 etape în loc de șase, toate desfășurate la lumina zilei, pentru ca orice încercare de trișare să devină mai vizibilă. Etapele din 1905 au început între orele 3 și 7:30 dimineața.
Cursa a captat atenția tuturor. Tirajul ziarului L'Auto a crescut de la 25.000 de exemplare la 65.000 de exemplare; în 1908, vânzările publicației atinseseră un sfert de milion de exemplare, iar în timpul Turului din 1923 se cifrau în jurul valorii de 500.000 de exemplare. Desgrange a susținut că tirajul record al ziarului a fost cel din timpul Turului din 1933, când a vândut 854.000 de exemplare. În acest timp, concurenții de la Le Vélo au dat faliment în anul 1904.

## Începuturile regulamentului
Prin Turul înființat de el, Desgrange a inventat cursele cicliste pe etape. La început, el a experimentat departajarea făcută prin adunarea timpilor înregistrați de fiecare concurent, iar între 1906 și 1912 a utilizat-o pe cea realizată prin acordarea unui punctaj, în fiecare etapă, în funcție de locul ocupat. În ultima etapă a Turului din 1903, a permis cicliștilor să fie ajutați de tehnicieni personali. Același lucru s-a petrecut și în etapele de debut și de final ale Turului din 1905.
A fost împotriva vitezelor multiple și timp de mai mulți ani a insistat ca sportivii să utilizeze jante de lemn, temându-se că, în timpul coborârilor de pe munți, supraincălzirea frânelor ar fi topit cleiul care susținea cauciucurile. Bicicletele cu mai multe viteze au fost acceptate abia în 1937.
Începând cu anul 1936, se desfășurau până la trei etape pe zi.
Visul lui Desgrange era o cursă individuală. Deși a invitat încă de la începuturi echipe cicliste, până în 1925 le-a interzis membrilor acestora să se ajute în timpul cursei. Ulterior, a căzut în cealaltă extremă, iar între 1927 și 1929, Turul s-a desfășurat precum un gigantic contratimp pe echipe. Astfel, echipele porneau în cursă separat, iar componenții unei echipe aveau dreptul de a se ajuta reciproc. Desgrange le-a cerut cicliștilor să-și repare singuri bicicletele, fără ajutor și să utilizeze aceeași bicicletă de la începutul și până la sfârșitul unei etape. Înlocuirea în timpul etapei, a unei biciclete avariate, a fost permisă abia în anul 1923.
În 1903, Desgrange le permitea cicliștilor care abandonau o etapă să continue competiția, aceștia urmând a concura doar pentru premiile de etapă. În anul 1928, el accepta ca echipele ce pierdeau membri să îi înlocuiască.
Mai presus de toate, Desgrange a condus o campanie puternic îndreptată împotriva sponsorilor și a fabricilor de biciclete. El era sigur că acestea subminau spiritul unui Tur al Franței destinat sportivilor individuali. În 1930, a insistat ca toți competitorii să utilizeze bicicletele galbene distribuite de el, ce nu aveau inscripționate nicio denumire de fabricanți de biciclete.

### Rutieri turiști și localnici
La primele ediții ale Turului Franței putea să participe oricine își dorea. Majoritatea competitorilor era organizată în echipe. Începând cu anul 1923, cicliștii individuali (privați) erau denumiți touriste-routiers (rutieri turiști) și li se permitea accesul în competiție cu condiția de a nu-și exprima nicio dorință cu privire la organizarea cursei. Ei au reprezentat unele dintre cele mai pitorești figuri din Tur. De exemplu, unul dintre aceștia, după ce încheia etapa, executa figuri acrobatice în stradă pentru a ridica prețurile unui anumit hotel.
Întrucât, după anul 1930, cicliștii individuali nu au mai fost acceptați în Turul Franței, Desgrange a creat echipele regionale. Acestea erau alcătuite, în general, din sportivi francezi care nu aveau altă șansă de a participa în această competiție. Majoritatea rutierilor turiști a dispărut, dar o parte din ei a fost absorbită în aceste echipe regionale.

### Echipe naționale
La primele ediții ale Turului Franței puteau participa cicliști individuali, sau rutieri membri ai unor echipe sponsorizate. Cursa era împărțită în două categorii, cu regulamente diferite: una pentru profesioniști și cealaltă pentru restul participanților. La sfârșitul anilor '20, Desgrange ajunsese să se considere incapabil să mai lupte cu tacticile necurate ale fabricilor de biciclete. Când echipa Alcyon a reușit să-l ajute pe Maurice De Waele să câștige, deși acesta era bolnav, el a exclamat: „Cursa mea a fost câștigată de un cadavru”. Ca urmare, din 1930, au fost admise doar echipele care-și reprezentau țara sau regiunea din care proveneau.
Echipele naționale au participat până în anul 1961. Ele difereau din punctul de vedere al numărului componenților. Unele țări participau cu mai mult de o echipă, iar altele se uneau pentru a îndeplini numărul de membri acceptați. Ideea echipelor naționale a captat imaginația publicului, dar întâmpina totuși un obstacol: exista posibilitatea ca unii coechipieri să fie rivali în restul sezonului ciclist. Din acest motiv, loialitatea lor era pusă sub semnul întrebării, atât în cadrul echipei cât și afara ei.

### Revenirea echipelor comerciale
Cicliștii din cadrul echipelor naționale purtau echipamente în culorile țărilor din care proveneau, dar aveau și un pieptar pe care era scris numele echipei comerciale pentru care concurau în restul sezonului. Sponsorii erau din ce în ce mai nemulțumiți de anonimatul în care sportivii lor concurau, în cea mai prestigioasă cursă a anului. Situația a devenit critică la începutul anilor '60. Vânzările de biciclete se prăbușiseră, iar fabricile de biciclete se închideau. După cum spuneau comercianții de biciclete, industria aceasta risca să moară dacă fabricilor nu li se permitea să-și facă publicitate în Turul Franței.
Revenirea în Tur a echipelor comerciale s-a produs în anul 1962, dar tot în acea perioadă au început să apară alte probleme, din ce în ce mai grave. Una dintre acestea era dopajul și curând competitorii au început să fie supuși testelor anti-doping. În 1966, în apropiere de Bordeaux, cicliștii au intrat în grevă, chiar din cauza acestor teste. Organizatorii au bănuit că sponsorii au fost cei ce i-au provocat. Ca urmare, în edițiile desfășurate în 1967 și în 1968, s-a revenit la ideea echipelor naționale, pretextându-se a fi „un experiment.” Scriitorul Geoffrey Nicholson a descoperit un alt motiv al acestei reintroduceri a echipelor naționale și anume lupta împotriva acaparării șoselelor de către o cursă ce promova valorile materiale. Acesta a spus:
Ceea ce Turul a făcut în 1967, pentru a-i împăca pe opozanți, a fost să mizeze pe cartea patriotismului. A înlăturat echipele comerciale în favoarea celor naționale ... întrucât o competiție între echipe îmbrăcate în culorile Franței și Belgiei părea a fi mai puțin vulgară, din punct de vedere comercial, decât una desfășurată între Ford-France-Gitane și Flandria-Romeo. 'S-a făcut,' a titrat L'Équipe, vocea Turului, 'ca răspuns la interesele nobile și superioare ale cursei, la dorințele publicului și la cele ale autorităților publice.'
Sponsorii au fost nevoiți să accepte schimbarea, dar au făcut-o în silă. Noua organizare, susțineau ei, era fundamental nedreaptă: ei plăteau salariile cicliștilor pe tot parcursul verii, pentru ca mai apoi să li se interzică a-și face publicitate în cadrul celui mai important eveniment al sezonului. De asemenea, au indicat pericolul apariției cârdășiilor între membri de naționalități diferite ai aceleiași echipe comerciale ... Într-adevăr, loialitatea cicliștilor a fost pusă atât de mult la îndoială încât experimentul a fost abandonat după numai două sezoane.
În 1969, Turul s-a reîntors la echipele comerciale, cu precizarea că exista ideea unei reveniri rapide a echipelor naționale. Și totuși, acest lucru nu s-a mai întâmplat niciodată.

## Distanțe
La început, Turul se desfășura de jur împrejurul Franței. Pentru că ciclismul este un sport ce testează rezistența, organizatorii au realizat ce vânzări ar fi putut avea în cazul transformării competitorilor în niște adevărați supraoameni. Din 1904, odată cu cel de-al doilea Tur, s-a renunțat la parcurgerea etapelor pe timp de noapte, deoarece, neobservați de arbitri, sportivii puteau trișa. Acest lucru a determinat reducerea distanțelor zilnice și totale, dar accentul s-a pus în continuare pe rezistență. Desgrange spunea că, pentru el, cursa ideală ar fi atât de dificilă încât un singur ciclist ar trebui să ajungă la Paris.
O succesiune de scandaluri de dopaj petrecute în anii '60, care a culminat cu decesul ciclistului Tom Simpson în 1967, i-au determinat pe cei de la Uniunea Ciclistă Internațională să limiteze distanțele zilnice și totale și să impună zile de pauză. Ca atare, a devenit imposibilă pargurgerea Franței de jur împrejur, iar Turul a fost nevoit a se desfășura pe întreg teritoriul țării. Pentru că se încerca menținerea unui traseu cât de cât circular, organizatorii au fost nevoiți să introducă etape ce nu se legau între ele și care erau conectate cu ajutorul transbordărilor feroviare. În prezent, Turul este alcătuit, de obicei, din 21 de etape care însumează maxim 3.500 km (2.200 mile). Cel mai lung Tur a fost cel din 1926, desfășurându-se pe o distanță de 5.745 km, iar cel mai scurt s-a organizat în 1904 și a măsurat 2.428 km.

## Caravana publicitară
În 1930, Turul Franței a devenit o competiție desfășurată, în principal, între echipe reprezentative naționale. Acest lucru s-a petrecut în defavoarea companiilor ce sponsorizau respectivele echipe. Odată cu eliminarea sponsorilor, costurile aprovizionării și ale cazării cicliștilor au căzut în seama organizatorilor. Ca urmare, Henri Desgrange s-a văzut nevoit să ridice bugetul Turului prin acceptarea publicității înainte de cursă.
Procesiunea camioanelor și mașinilor deseori pitoresc colorate a devenit cunoscută sub numele de caravană publicitară. A fost astfel oficializată o situație ce deja apăruse de ceva timp și anume interesul diverselor companii pentru această competiție. Prima societate care a semnat un contract ce stipula permisiunea de a preceda cicliștii a fost compania producătoare de ciocolată, Menier. Șeful departamentului de publicitate al acesteia, Paul Thévenin, a fost cel care i-a prezentat pentru prima dată o astfel de idee lui Desgrange. Menier a plătit 50.000 de franci vechi pentru a obține respectiva calitate. Publicitatea înainte de cursă era foarte atractivă pentru diversele companii întrucât spectatorii obișnuiau să se adune de-a lungul drumului încă înainte de cursă, iar alții puteau fi atrași chiar prin această metodă. Companiile care optau pentru publicitatea de după cursă au descoperit curând că mulți spectatori plecau imediat ce cursa lua sfârșit.
Menier a vândut tone de ciocolată în acel prim an de publicitate premergătoare etapelor din Turul Franței. De asemenea, a obținut permisiunea ca peste 500.000 de șepci de poliție să fie imprimate cu numele companiei. Succesul obținut de firma producătoare de ciocolată a determinat oficializarea conceptului de caravană publicitară, începând cu anul următor.
Caravana publicitară a deținut supremația între 1930 și mijlocul anilor '60, până în momentul apariției televiziunii în Franța și implicit a publicității televizate. Agenții de publicitate se concurau în atragerea atenției spectatorilor. Compania de băuturi aperitive Cinzano și o companie producătoare de pastă de dinți au optat pentru acrobații pe motociclete, în timp ce acordeonistul Yvette Horner a devenit una dintre cele mai populare imagini ale Turului, din momentul în care a cântat pe plafonul unei mașini Citroën Traction Avant. Regulile Turului Franței din ultimii ani restricționează excesele de acest gen, dar la început orice era permis. Scriitorul Pierre Bost se lamenta: „Această caravană de 60 de camioane țipătoare, cântând de-a lungul satelor măreția unei băuturi, cea a producerii de lenjerie intimă sau de lăzi de gunoi, reprezintă un spectacol rușinos. Poluează, cântă o muzică proastă, este tristă, este urâtă, miroase a vulgaritate și a bani."
Agenții de publicitate plătesc companiei Société du Tour de France aproximativ 150.000 € pentru a li se permite să dețină trei vehicule în această caravană. Unii au chiar și mai multe. Un cost și mai mare pentru agenții publicitari îl reprezintă prețul mostrelor comerciale ce sunt aruncate în public, precum și cel plătit pentru cazarea șoferilor și a personalului - de regulă studenți - care aruncă respectivele mostre. Mașinile sunt decorate în dimineața fiecărei etape, întrucât, după încheierea acesteia ele trebuie să revină la standardele acceptate pe autostrăzi. Deși numărul autovehiculelor din caravană diferă de la an la an, el se cifrează undeva în jurul valorii de 250. Ordinea în care acestea se deplasează pe șosea este stabilită prin contract. Astfel, prima mașină din caravană aparține celui mai important sponsor.
Caravana pornește cu două ore înainte de start, iar după jumătate de oră se grupează pentru a preceda cicliștii. Se întinde pe o lungime de 20–25 km și durează circa 40 de minute ca întreaga procesiune să treacă. În cadrul ei se rulează cu viteze cuprinse între 20 și 60 km/h. Vehiculele circulă în grupuri de câte cinci. Poziția lor este supervizată prin GPS, dar și cu ajutorul avioanelor, vehiculele fiind organizate pe traseu de către directorul caravanei (Jean-Pierre Lachaud), ajutat de un asistent, de trei motocicliști, de doi tehnicieni radio, de un mecanic și de un cadru medical. De asemenea, alături de ei se află și alți șase motocicliști, membri ai Gărzii Republicane (franceză Garde Républicaine), elita jandarmeriei franceze.
Agenții de publicitate distribuie materiale publicitare spectatorilor. Numărul acestor materiale a fost estimat la circa 11 milioane, fiecare persoană din cadrul caravanei împărțind astfel între 3.000 și 5.000 de bucăți pe zi. În 1994, banca GAN a distribuit 170.000 de șepci, 80.000 de insigne, 60.000 de pungi de plastic și 535.000 de copii ale propriului ziar dedicat cursei. Toate acestea au cântărit împreună 32 tone.
De-a lungul timpului, mai mulți spectatori au murit în urma coliziunii cu caravana publicitară (vezi mai jos).

## Greve, excluderi și descalificări
În anul 1904, doisprezece cicliști, printre care câștigătorul Maurice Garin și toți câștigătorii de etapă, au fost descalificați din diferite motive, amintind aici utilizarea interzisă a mașinilor sau a trenurilor.
În anul 1907, Emile Georget a fost retrogradat pe ultimul loc al clasamentului de etapă întrucât își schimbase bicicleta în afara zonei în care acest lucru era permis. Edmond Gentil, sponsorul echipei rivale (Alcyon) a considerat că această penalizare era mult prea mică și ca formă de protest a ales retragerea din concurs a tuturor cicliștilor din echipa sa. Printre aceștia s-a aflat și Louis Trousselier, învingătorul din anul 1905.
În anii 1912 și 1913, Octave Lapize și-a retras întreaga echipă La Française, protestând astfel împotriva înțelegerii secrete pe care o bănuia a exista între cicliștii belgieni.
În anul 1913, Odile Defraye s-a retras din cursă din cauza durerilor de picioare, lui alăturându-i-se întreaga echipă Alcyon, cea din care făcea parte.
În anul 1920, la Les Sables d'Olonne, jumătate din pluton s-a retras, protestând împotriva stilului managerial al lui Desgrange.
În anul 1925, sub amenințarea unei greve generale, Desgrange a renunțat la planul său de a obliga cicliștii să mănânce toți aceeași cantitate de mâncare în fiecare zi.
În anul 1937, belgianul Sylvère Maes s-a retras împreună cu întreaga echipă națională a Belgiei, întrucât a considerat că rivalul său francez, Roger Lapébie, a fost pedepsit prea ușor după ce, pe o cățărare, fusese tractat de o mașină.
În anul 1950:
- Cele două echipe naționale ale Italiei s-au retras din competiție după ce liderul primei echipe, Gino Bartali, a considerat că un spectator l-a amenințat cu un cuțit.
- La Ste-Maxime, o mare parte a cicliștilor și-a abandonat bicicletele, fugind în Marea Mediterană. Acea vară a fost neobișnuit de caldă, astfel încât unii sportivi au intrat în apă fără a se dezechipa. Toți cei implicați au fost penalizați de arbitri.

În anul 1966, în apropiere de Bordeaux, cicliștii au intrat în grevă după ce cu o seară înainte fuseseră testați antidrog.
În anul 1968, jurnaliștii au intrat în grevă timp de o zi, după ce Félix Lévitan îi acuzase că urmăreau cursa „cu ochii obosiți”. Acesta fusese răspunsul său la plângerile formulate de ziariști, conform cărora competiția ar fi fost una modestă.
În anul 1978, cicliștii au pedalat încet pe parcursul întregii zile, iar la finalul de la Valence d'Agen au trecut linia de sosire pe jos, pe lângă biciclete. Au protestat astfel împotriva desfășurării a mai multe etape într-o zi, motiv pentru care erau obligați să se trezească foarte devreme dimineața.
În anul 1982, greva lucrătorilor din industria oțelului a stopat desfășurarea contratimpului pe echipe.
În anul 1987, fotografii Turului Franței au intrat în grevă, plângându-se că mașinile în care se aflau invitații oficiali le stăteau în cale.
În anul 1988, cicliștii au intrat în grevă în semn de protest cu privire la efectuarea unui test antidrog asupra lui Pedro Delgado.
În anul 1990, organizatorii au aflat de o blocadă pusă la cale de agricultorii din zona Limoges și au reușit să devieze traseul cursei înainte ca aceasta să ajungă acolo.
În anul 1991, cicliștii au refuzat să pedaleze timp de 40 de minute deoarece unul dintre ei, Urs Zimmerman, fusese penalizat întrucât se deplasase cu mașina între finalul unei etape și startul următoarei. Regulamentul prevedea ca sportivii să fie transportați exclusiv pe calea aerului.
În anul 1991, echipa PDM s-a retras din competiție după ce toți cicliștii săi s-au îmbolnăvit rând pe rând, în decursul a 48 de ore.
În anul 1992, pe timpul nopții, activiștii mișcării separatiste basce au bombardat mașinile din caravana Turului Franței.
În anul 1997, sprinterul belgian Tom Steels a fost exclus din competiție după ce a aruncat cu o sticlă într-un alt ciclist, în timpul sprintului masiv de la Marennes.
În anul 1998:
- Echipa Festina a fost descalificată ca urmare a dezvăluirilor de dopaj organizat, realizat în cadrul echipei.
- Ca urmare a acestui fapt, cicliștii au întrerupt cursa în semn de protest la ceea ce ei considerau a fi o anchetă prea dură îndreptată asupra unor declarații privitoare la consumul de droguri.

În anul 1999, pompierii au organizat o demonstrație ce a întrerupt cursa, ei aruncând cu bombe urât mirositoare.
În anul 2006, ciclistului Floyd Landis i-a fost retras tricoul de campion al Turului Franței, după ce a fost testat pozitiv cu testosteron sintetic.
În anul 2007:
- Echipa Astana a abandonat competiția ca urmare a faptului că unul dintre cicliștii săi (Alexander Vinokourov) a fost prins dopat, pentru ca după numai o zi, echipa Cofidis să se retragă și ea ca urmare a faptului că ciclistul său, Cristian Moreni, picase un test antidrog.
- sportivul Michael Rasmussen a fost retras din competiție chiar de către propria echipa, Rabobank, întrucât mințise cu privire la locul în care se afla în timpul unui antrenament în Mexic. La momentul retragerii, Rasmussen purta tricoul galben.

În anul 2008:
- Riccardo Ricco a fost eliminat din cursă, după ce a fost testat pozitiv cu CERA.
- Moisés Dueñas Nevado a fost eliminat din cursă, după ce a fost testat pozitiv cu Eritropoietină.
- Manuel Beltrán a fost eliminat din cursă, după ce a fost testat pozitiv cu EPO.

În anul 2010, Mark Renshaw (HTC-Columbia) a fost descalificat după ce a lovit cu capul un alt rutier (Julian Dean), dar și pentru că l-a blocat pe ciclistul Tyler Farrar de la echipa Garmin-Transitions.
În anul 2011, Alexandr Kolobnev a părăsit competiția după ce a fost testat pozitiv cu hidroclorotiazidă.

## Organizatori

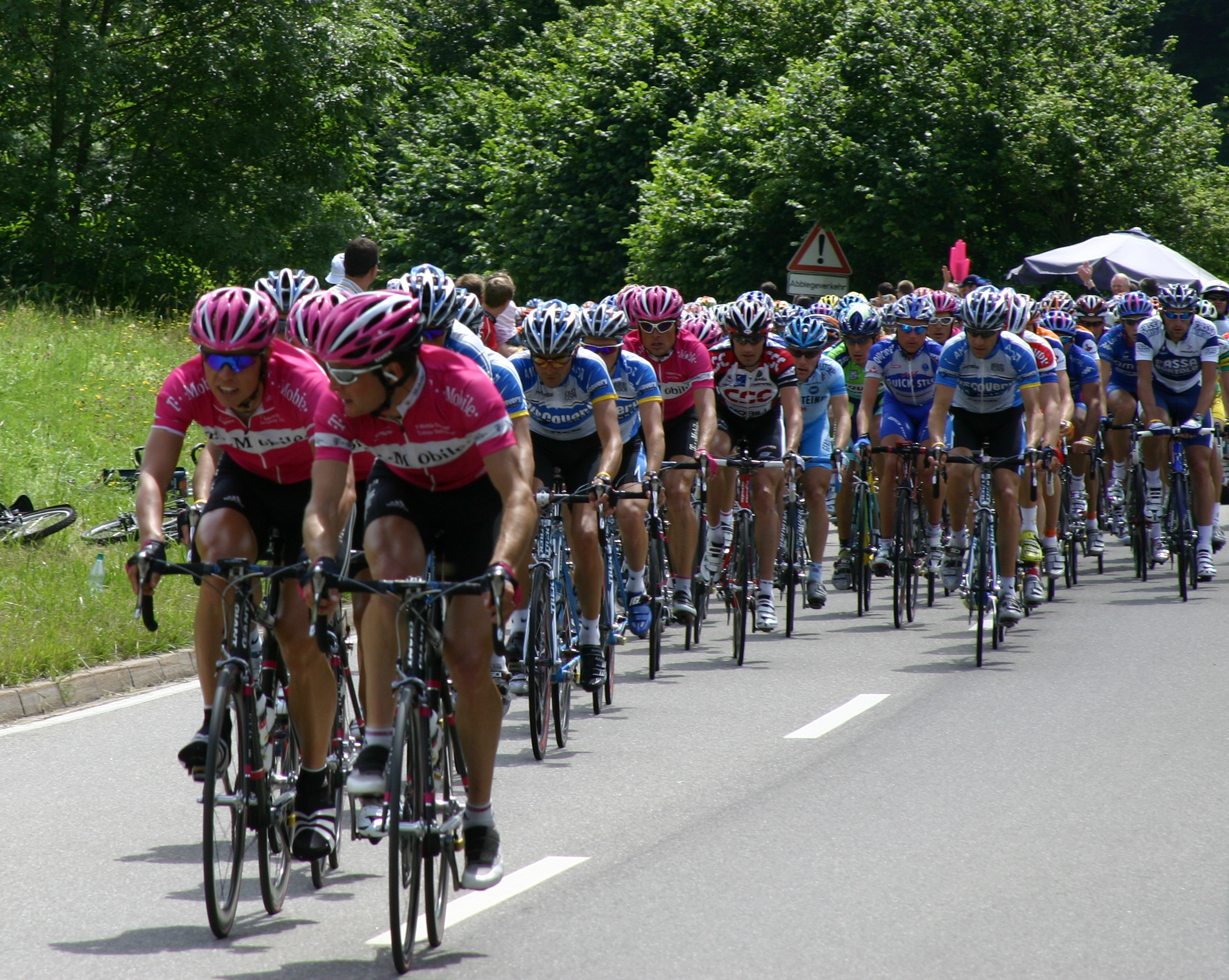
Plutonul Turului Franței

Primul organizator al Turului a fost Henri Desgrange, deși începutul cursei din 1903 a fost condus de Lefèvre. El urmărea cicliștii cu ajutorul trenului sau al bicicletei. În anul 1936, Desgrange urma să fie supus unei operații de prostată. La acel moment, această afecțiune necesita două intervenții chirurgicale; se preconiza astfel, că Turul Franței se va întrerupe între cele două operații ale directorului competiției. Totuși, Desgrange și-a convins doctorul să-l lase să urmărească Turul. Cea de-a doua zi petrecută în preajma competiției s-a dovedit a fi prea mult pentru organismul slăbit al lui Desgrange și, suferind de febră la Charleville, el a hotărât să se retragă la castelul său de la Beauvallon. Desgrange a murit acasă, pe coasta Mării Mediterane, în data de 16 august 1940. Din acel moment, organizarea competiției a căzut în sarcina adjunctului său, Jacques Goddet.
Turul Franței a fost întrerupt în timpul războiului. Propaganda nazistă Staffel dorea ca acesta să se desfășoare în continuare, oferind anumite facilități, interzise în alte circumstanțe. Motivația acestui fapt stătea în speranța menținerii unei oarecare stări de normalitate. Printre aceste facilități s-a numărat chiar și acceptarea deschiderii granițelor între Franța aflată sub ocupație nazistă, în nord și autointitulatul Regim de la Vichy, în sud. Cu toate acestea, Goddet a refuzat.

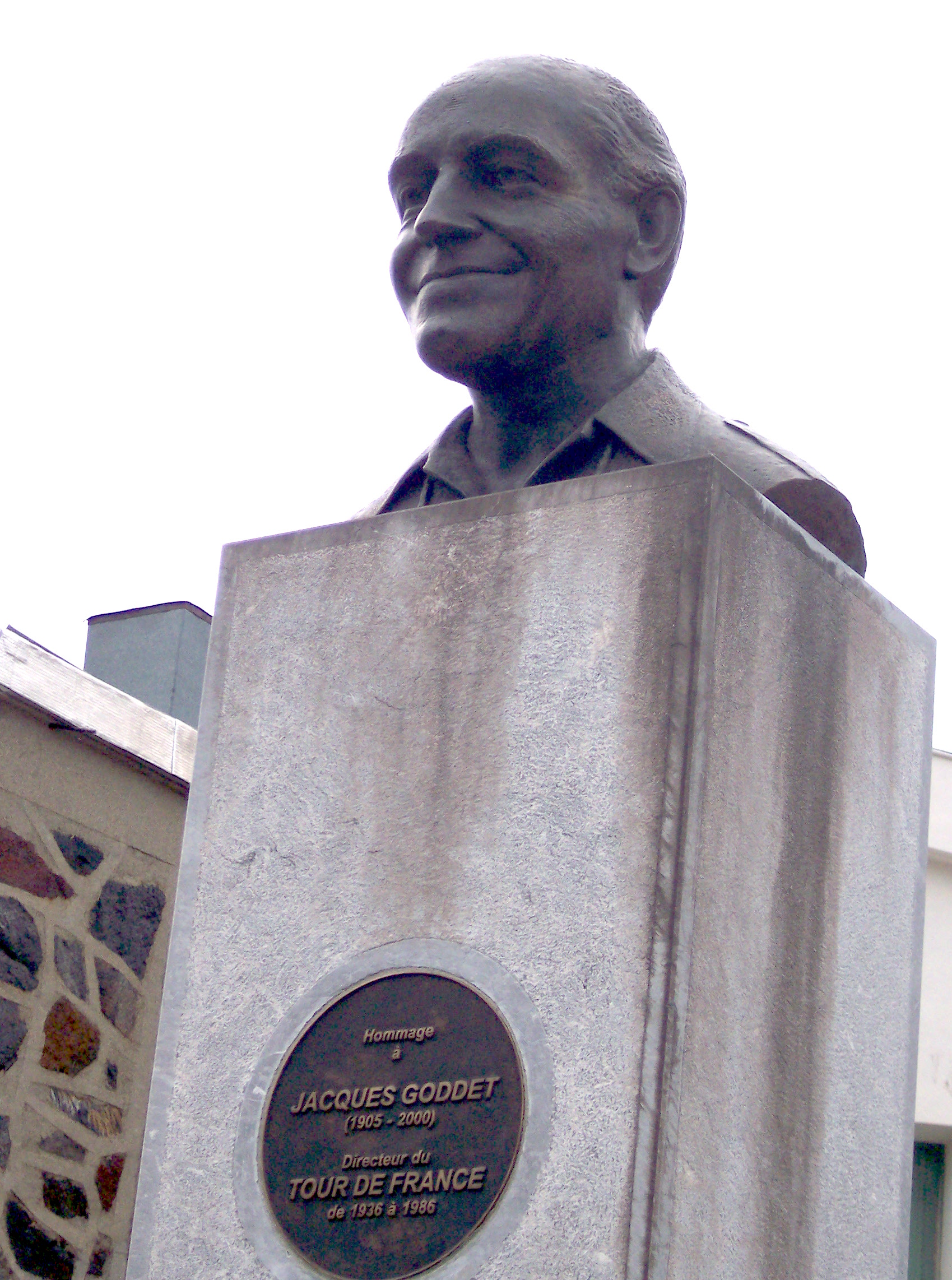
Memorialul Jacques Goddet, aflat în vârful cățărării Tourmalet

În anul 1944, ca urmare a publicării unor articole favorabile nemților, L'Auto a fost închis, – porțile i-au fost bătute în cuie – iar toate proprietățile sale, inclusiv Turul Franței, au fost sechestrate de stat. Prin urmare, drepturile asupra Turului au revenit guvernului. Lui Jacques Goddet i s-a permis să publice un alt ziar sportiv, L'Équipe, dar la acel moment exista pentru acesta un rival ce candida pentru organizarea competiției. Este vorba despre consorțiul alcătuit din Sports și Miroir Sprint. Fiecare a organizat o cursă similară. L'Équipe și Le Parisien Libéré au susținut Cursa Turului Franței (franceză La Course du Tour de France), iar Sports și Miroir Sprint au organizat Rondul Franței (franceză La Ronde de France). Ambele competiții s-au desfășurat pe parcursul a cinci etape, aceasta fiind lungimea maximă acceptată de guvern, ca urmare a penuriei acelor vremuri. Cursa celor de la L'Équipe a fost mai bine organizată și a prins mai bine la public datorită faptului că se desfășura între echipe naționale. Înainte de război, atunci când ciclismul francez se afla la cele mai înalte standarde, acest tip de competiție avusese cel mai mare succes. Ca o consecință a acestor lucruri, L'Équipe a primit permisiunea de a organiza ediția din anul 1947 a Turului Franței.
Finanțele cotidianului L'Équipe nu au strălucit niciodată și ca atare, Goddet a fost nevoit să accepte un sprijin financiar din partea lui Émilion Amaury, a cărui ofertă a ajutat la organizarea Turului în perioada postbelică. Magnatul media, Amaury, a acordat acest ajutor financiar cu condiția ca redactorul său sportiv, Félix Lévitan, să i se alăture lui Goddet în organizarea Turului. Cei doi au conlucrat, Goddet ocupându-se de latura sportivă, iar Lévitan de cea financiară.
Lévitan a început să recruteze sponsori, uneori acceptând de la aceștia chiar și premii în natură atunci când nu reușea să atragă suficiente premii în bani. El este cel ce a introdus desfășurarea finalului Turului pe bulevardul Champs-Élysées, începând cu anul 1975. A părăsit organizarea Turului Franței pe 17 martie 1987, din cauza pierderilor financiare pricinuite de Turul Americii, competiție în care, de asemenea, se implicase. Mulți au susținut că Lévitan ar fi redirecționat fondurile Turului Franței către acest Tur al Americii. El a insistat în privința nevinovăției sale, dar broasca de la ușa biroului său a fost schimbată, iar el și-a pierdut slujba. Goddet s-a retras și el anul următor. În anul 1988, ei au fost înlocuiți de Jean-Pierre Courcol, directorul ziarului L'Équipe, iar mai apoi, în anul 1989, de Jean-Pierre Carenso. Acestuia i-a urmat Jean-Marie Leblanc, care în 1989 a fost numit în funcția de director al cursei. În anul 2005, fostul prezentator de televiziune Christian Prudhomme l-a înlocuit pe Leblanc, după ce, în prealabil, ocupase timp de doi ani funcția de director adjunct al competiției.
Prudhomme, actualul director al cursei, lucrează pentru Societatea Turului Franței (franceză Société du Tour de France), care este o filială a Organizației Sportive Amaury (engleză Amaury Sport Organisation - ASO). Din anul 1993, aceasta este parte componentă a trustului media Amaury Group, grup ce deține și ziarul L'Équipe. Societatea Turului Franței are 70 de angajați cu normă întreagă ce-și desfășoară activitatea într-un birou aflat în apropierea sediului L'Équipe, în zona denumită Issy-les-Moulineaux, situată în vestul ariei urbane a Parisului. Acest număr crește până la 220 în timpul cursei propriu-zise, neincluzându-i aici pe cei 500 de angajați contractați pentru a muta barierele, pentru a monta indicatoarele, etc.

## Politică
Primele trei Tururi ale Franței s-au disputat exclusiv în interiorul granițelor Franței. Cursa din anul 1906 a trecut prin Alsacia-Lorena, teritoriu anexat Imperiului German din 1871, după războiul franco-prusac. Securitatea cicliștilor, în timpul traversării acestei regiuni, a fost asigurată în urma întâlnirii avute la Metz de colaboratorul lui Desgrange, Alphonse Steinès, cu guvernatorul german. Directorul cursei de atunci, Victor Breyer, scria despre bucuria localnicilor, prilejuită de trecerea Turului prin regiunea lor, dar amintea, totodată, de problemele apărute la graniță. L'Auto scria, de asemenea, despre diferența dintre controalele efectuate la granițele celor două țări:
Treziți din somn, obligați să fie pregătiți în trei minute, vameșii germani au apărut înaintea noastră îmbrăcați regulamentar, în uniforme noi. În schimb, trecerea prin partea franceză a graniței a fost pur și simplu supărătoare. Urât mirositoare, pline de noroi, hainele vameșilor erau peticite și decolorate. Cocoșați, cu chipiurile turtite pe capetele lor murdare, cei doi oficiali însărcinați de autoritățile fiscale să reprezinte Franța, ne-au revoltat.
Nu numai că i-au lăsat pe competitori să treacă fără a le crea vreo problemă, dar mai mult, germanii au făcut același lucru și cu oficialii Turului și cu mașinile lor, dar și cu mulțimea entuziastă care însoțea caravana. „Este dureros”, scria L'Auto, „să te convingi că doar francezii nu pot înțelege această idee atât de simplă ... a acordării permisiunii de trecere a graniței, celor mai buni reprezentanți ai energiei franceze.” Ziarul s-a oferit să demareze o campanie publică de furnizare a unor uniforme mai bune pentru ofițerii vamali francezi.
În anul 1939, din cauza tensiunilor ce au precedat cel de-al doilea război mondial, nicio echipă din Italia, Germania și Spania nu a participat în Turul Franței. Henri Desgrange a plănuit organizarea unui Tur în anul 1940, după ce războiul începuse, dar înainte ca Franța să fie invadată. Traseul, aprobat de autoritățile militare, includea parcurgerea unei porțiuni de-a lungul Liniei Maginot. Echipele urmau a fi alcătuite din militari recrutați din unitățile militare din Franța, inclusiv britanici. Ele ar fi fost coordonate de jurnalistul Bill Mills. Dar planurile au fost date peste cap de invazia germanilor, iar cursa a fost întreruptă până în anul 1947 (vezi Turul Franței în timpul celui de-al doilea război mondial). Cu toate că, imediat după război cicliștii germani au concurat în echipe mixte, prima formație germană a luat startul abia în ediția din anul 1960. De atunci, Turul a debutat de 3 ori în Germania: Köln - 1965, Frankfurt - 1980 și Berlinul de Vest - 1987, la cea de-a 750-a aniversare a orașului. În acel an, au existat planuri de a introduce și Germania de Est pe harta Turului, planuri ce au fost ulterior abandonate.

### Corsica
Turul Franței a trecut prin toate regiunile Franței metropolitane, cu excepția Corsicăi.
Jean-Marie Leblanc a specificat că pe perioada directoratului său, insula nu a solicitat niciodată organizarea vreunei etape. El a adăugat că ar fi fost foarte dificil să cazezi 4.000 de persoane în această zonă. Purtătorul de cuvânt al partidului naționalist din Corsica (Partidul națiunii corsicane), François Alfonsi, a spus: „Organizatorii trebuie să se teamă de eventuale atacuri teroriste. Dacă se gândesc că noi am putea organiza astfel de acțiuni, se înșală. Chiar dacă mișcarea noastră naționalistă se declară în favoarea autoguvernării (autonomiei), noi am fi încântați ca Turul să ajungă în Corsica.” Ca parte componentă a celebrărilor ce vor marca ediția cu numărul 100 a Turului Franței, competiția din 2013 va debuta în Corsica.

## Premii
Încă de la început au fost acordate premii în bani. Acestea au evoluat de la an la an, începând cu cei 20.000 de franci vechi oferiți în primul an al competiției.
Cu toate acestea, între anii 1976 și 1987, premiul întâi a constat într-un apartament oferit de sponsorul cursei. În anul 1988, câștigătorul a fost recompensat cu o mașină, cu un apartament tip studio, cu o operă de artă și cu 500.000 de franci, bani gheață. Din anul 1990, au revenit premiile oferite exclusiv în numerar.
Premiile și bonusurile zilnice și finale sunt acordate la finalul competiției. Ca exemplu, în anul 2009, câștigătorul Turului a primit ca premiu suma de 450.000 €, în timp ce învingătorii din cele 21 de etape au încasat, fiecare, câte 8.000 € (pentru contratimpul pe echipe s-au oferit 10.000 €). Câștigătorul clasamentului pe puncte și cel al clasamentului cățărătorilor au fost recompensați cu câte 25.000 € fiecare. Cel mai bine clasat tânăr, precum și cel mai combativ ciclist al competiției au obținut un premiu în valoare de 20.000 € fiecare. Cea mai bine plasată echipă (stabilită prin cumularea timpilor celor mai buni trei cicliști din fiecare echipă), la finalul Turului, a încasat 50.000 €.
În amintirea fondatorului Turului Franței se oferă premiul special „Souvenir Henri Desgrange” celui care trece primul peste Col du Galibier, acolo unde se regăsește de altfel un monument ridicat în memoria lui Desgrange. În anii în care cățărarea de pe Galibier nu este prevăzută în traseul cursei, premiul se acordă ciclistului care trece primul peste cățărarea aflată la cea mai mare altitudine în acel an. Spre exemplu, în anul 2008 acest premiu a fost oferit sportivului ce a trecut primul peste Col de la Bonette. Un premiu similar se acordă la capătul cățărării de pe Col du Tourmalet, acolo unde a fost construit memorialul Jacques Goddet, succesorul lui Desgrange.

## Tricouri distinctive
Scopul principal al cicliștilor este acela de obține victoria în clasamentul general. Dar pe lângă acesta mai există alte trei clasamente separate: cel pe puncte, cel al cățărătorilor și cel al celui mai bun tânăr. Liderul fiecăruia dintre aceste clasamente poartă câte un tricou distinctiv. În cazul în care un ciclist ocupă prima poziție în două sau mai multe clasamente, el va îmbrăca tricoul cel mai prestigios. Celelalte tricouri care îi revin de drept vor fi purtate de ocupanții pozițiilor secunde în clasamentele respective. Culorile tricourilor distinctive din Turul Franței au fost adoptate și de alte curse cicliste, ba chiar și de domenii ce nu au legătură directă cu ciclismul. De exemplu, în Turul Marii Britanii, tricoul galben, cel verde și cel alb cu buline roșii au aceleași înțelesuri precum în Turul Franței. În schimb, întrucât Turul Italiei este organizat de ziarul La Gazzetta dello Sport, ale cărui pagini sunt colorate în roz, liderul clasamentului general al acestei competiții îmbracă un tricou roz.

### Clasamentul general

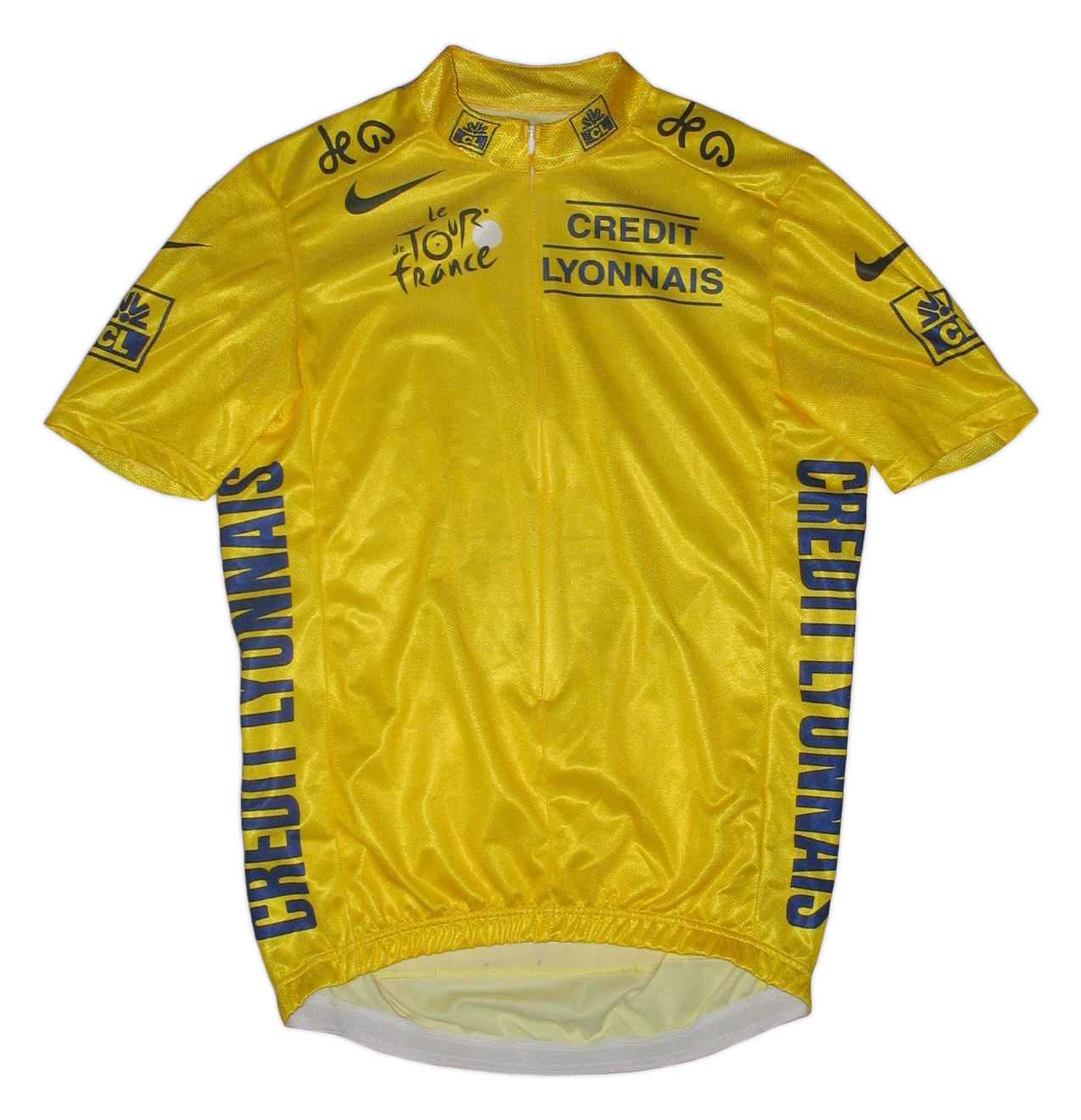
Tricoul galben

Tricoul galben (franceză maillot jaune) este purtat de liderul clasamentului general. Acesta se întocmește prin însumarea timpilor obținuți de fiecare ciclist în fiecare etapă. Ciclistul cu cel mai mic timp astfel totalizat, primește la sfârșitul fiecărei etape un tricou galben și dreptul de a porni primul în etapa următoare, îmbrăcat în respectivul tricou.
Ciclistul care primește tricoul galben după ultima etapă a Turului, cea de la Paris, este declarat câștigătorul Turului Franței.
Câștigătorul primului Tur al Franței nu a purtat ca semn distinctiv acest tricou, ci o banderolă verde. Tricoul galben a fost acordat pentru prima dată lui Eugène Christophe, care l-a purtat în 19 iulie 1919, în etapa a cărui start a fost dat la Grenoble. Totuși, la vârsta de 67 de ani, ciclistul belgian Philippe Thys (câștigător al Turului în anii 1913, 1914 și 1920) a declarat pentru revista belgiană Champions et Vedettes că în 1913, Henri Desgrange l-a rugat să poarte un tricou distinctiv, oferindu-i unul galben. Thys a refuzat, argumentând că purtând acel tricou ar fi devenit mult mai vizibil în pluton și ca atare, mai ușor de atacat de ceilalți cicliști. El a spus:
Apoi el a venit cu un alt argument. Câteva etape mai târziu, (Alphonse) Baugé, directorul echipei mele, Peugeot, m-a îndemnat să dau ascultare cererii. Mi-a spus că purtarea tricoului galben ar reprezenta o publicitate foarte bună pentru echipă, iar în fața acestui argument n-am putut decât să cedez. Ca atare, s-a cumpărat un tricou galben din primul magazin care ne-a ieșit în cale. Era mărimea potrivită, deși a trebuit să-l decupăm un pic pentru a reuși să-l trag pe cap.
El a vorbit și de anul următor când „am câștigat prima etapă, dar am pierdut-o pe cea de-a doua în fața lui Bossus, din cauza unui cauciuc. În etapa următoare, după o căzătură, tricoul galben a ajuns să fie purtat de Georget.” Istoricul Turului Franței, Jacques Augendre, l-a descris pe Thys ca fiind „un ciclist valoros ... recunoscut pentru inteligența sa” și a susținut că afirmațiile sale „par a fi lipsite de orice suspiciune”. Dar: „Niciun ziar nu menționează existența vreunui tricou galben în Turul Franței, înainte de război. Lipsindu-ne martorii, nu putem rezolva această enigmă.”
Primul ciclist care a purtat tricoul galben din prima până în ultima etapă a fost italianul Ottavio Bottecchia, în 1924. Nicolas Frantz (1928) și Romain Maes (1935) sunt ceilalți doi sportivi care au reușit această performanță. Prima companie care a oferit un premiu zilnic purtătorului tricoului galben a fost Sofil, o companie de prelucrare a lânii. Acest lucru se petrecea în anul 1948. Cel mai mare număr de cicliști ce au îmbrăcat tricoul galben într-o singură zi este trei: Nicolas Frantz, André Leducq și Victor Fontan au fost înregistrați în 1929 cu același timp la sfârșitul uneia din zilele Turului acelui an. În acel moment nu exista nicio regulă de departajare în astfel de cazuri.
Patru cicliști au câștigat câte cinci ediții ale Turului Franței:
- Jacques Anquetil în 1957, 1961, 1962, 1963 și 1964
- Eddy Merckx în 1969, 1970, 1971, 1972 și 1974
- Bernard Hinault în 1978, 1979, 1981, 1982 și 1985
- Miguel Indurain în 1991, 1992, 1993, 1994 și 1995 (primul care a obținut cinci victorii consecutive)

Un ciclist a câștigat patru ediții ale Turului Franței:
- Chris Froome în 2013, 2015, 2016 și 2017

Patru cicliști au câștigat câte trei ediții ale Turului Franței:
- Philippe Thys în 1913, 1914 și 1920
- Louison Bobet în 1953, 1954 și 1955
- Greg LeMond în 1986, 1989 și 1990
- Tadej Pogacar în 2020, 2021 și 2024

Opt cicliști au câștigat Turul Franței și Turul Italiei în același an:
- Eddy Merckx de trei ori, în 1970, 1972, 1974
- Fausto Coppi de două ori, în 1949, 1952
- Bernard Hinault de două ori, în 1982, 1985
- Miguel Indurain de două ori, în 1992, 1993
- Jacques Anquetil o dată, în 1964
- Stephen Roche o dată, în 1987
- Marco Pantani o dată, în 1998
- Tadej Pogacar o dată, în 2024

Cel mai tânăr câștigător al Turului Franței este Henri Cornet, care avea 19 ani în 1904. Următorul pe listă este Romain Maes, cu 21 de ani în 1935. Cel mai în vârstă învingător este Firmin Lambot, ce avea 36 de ani în 1922. Locul doi în acest clasament este ocupat de Henri Pélissier (1923), de Gino Bartali (1948) și de Cadel Evans (2011), fiecare având la acele momente 34 de ani. Gino Bartali deține și recordul în ceea ce privește cea mai mare distanță în timp între două Tururi câștigate. Între prima și ultima sa victorie este o diferență de 10 ani (1938 și 1948).
Cicliștii din Franța au obținut cele mai multe succese (36), urmați de cei din Belgia (18), Spania (12), Italia (10), Marea Britanie (6), Luxemburg (5), Statele Unite ale Americii și Slovenia (3), Danemarca, Olanda și Elveția (câte două fiecare) și Australia, Columbia, Germania și Irlanda (câte una fiecare).
Vezi și Lista câștigătorilor Turului Franței

### Clasamentul pe puncte
Tricoul verde (franceză maillot vert) este decernat liderului clasamentului pe puncte. La sfârșitul fiecărei etape se distribuie puncte primilor clasați. Astfel, se acordă mai multe puncte în etapele de plat și mai puține în cele de munte. Competiția pe puncte a fost creată în anul 1953, pentru a celebra 50 de ani de Tur. În acel an a fost denumită Grand Prix du Cinquentenaire și a fost câștigată de Fritz Schaer din Elveția. Primul sponsor al acestei competiții a fost La Belle Jardinière. Actualul sponsor este Pari Mutuel Urbain, o companie de stat de pariuri. În prezent, clasamentul pe puncte se întocmește prin adăugarea punctelor obținute pe parcursul etapelor și prin deducerea punctelor de penalizare. Punctele se acordă pentru primii cicliști care termină o etapă sau pentru primii care trec de sprinturile intermediare.
| Tipul etapei | Tipul etapei                    | 1  | 2  | 3  | 4  | 5  | 6  | 7  | 8  | 9  | 10 | 11 | 12 | 13 | 14 | 15 |
| ------------ | ------------------------------- | -- | -- | -- | -- | -- | -- | -- | -- | -- | -- | -- | -- | -- | -- | -- |
|              | final de etapă „plată”          | 45 | 35 | 30 | 26 | 22 | 20 | 18 | 16 | 14 | 12 | 10 | 8  | 6  | 4  | 2  |
|              | final de etapă de „munte mediu” | 30 | 25 | 22 | 19 | 17 | 15 | 13 | 11 | 9  | 7  | 6  | 5  | 4  | 3  | 2  |
|              | final de etapă de „munte înalt” | 20 | 17 | 15 | 13 | 11 | 10 | 9  | 8  | 7  | 6  | 5  | 4  | 3  | 2  | 1  |
|              | prolog/contratimp individual    | 20 | 17 | 15 | 13 | 11 | 10 | 9  | 8  | 7  | 6  | 5  | 4  | 3  | 2  | 1  |
|              | sprint intermediar              | 20 | 17 | 15 | 13 | 11 | 10 | 9  | 8  | 7  | 6  | 5  | 4  | 3  | 2  | 1  |

În cazul în care la sfârșitul Turului Franței, doi concurenți se află la egalitate de puncte, câștigătorul tricoului verde este stabilit în urma numărului de etape câștigate, apoi a numărului de sprinturi intermediare câștigate, ultimul criteriu de departajare fiind locul ocupat în clasamentul general.
Un ciclist a castigat competitia pe puncte de șapte ori : 
- Peter Sagan in 2012, 2013, 2014, 2015, 2016, 2018, 2019

Un ciclist a câștigat competiția pe puncte de șase ori:
- Erik Zabel în 1996, 1997, 1998, 1999, 2000, 2001 (ani consecutivi)

Un ciclist a câștigat competiția pe puncte de patru ori:
- Sean Kelly în 1982, 1983, 1985, 1989

### Regele munților

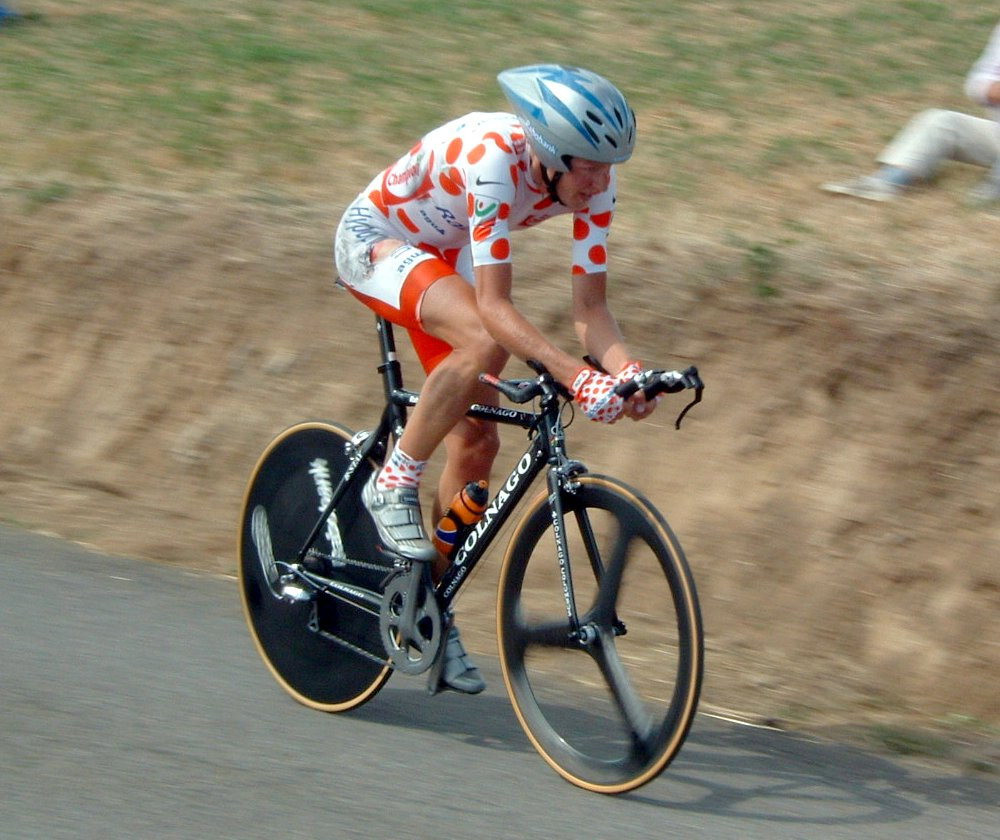
Michael Rasmussen purtând tricoul alb cu buline roșii în timpul contratimpului individual (etapa 20) desfășurat în 2005.

Liderul clasamentului cățărătorilor se distinge în pluton prin faptul că poartă un tricou alb cu buline roșii (franceză maillot à pois rouges), inspirat de un tricou pe care Félix Lévitan, unul dintre primii organizatori ai Turului, l-a văzut în tinerețea sa la Vélodrome d'Hiver din Paris. Această competiție paralelă oferă puncte cicliștilor care ajung primii pe vârfurile dealurilor și munților repertoriați.
Titulatura de cel mai bun cățărător a fost introdusă în anul 1933, premiile pentru această competiție fiind acordate prima dată abia în 1934, în timp ce tricoul distinctiv a fost creat în 1975. Primul ciclist care a purtat acest tricou a fost Lucien Van Impe. La momentul respectiv, Van Impe se afla în drumul spre cel de-al treilea titlu al său în acest clasament.
Traseul primei ediții a Turului Franței nu a fost prevăzut cu străbaterea vreunui masiv muntos, ci doar cu câteva cățărări mai domoale. Prima dintre acestea a fost Col des Echarmeaux, ce a fost parcursă în chiar prima etapă, desfășurată între Paris și Lyon, pe ceea ce este astăzi vechea șosea dintre Autun și Lyon. Etapa programată între Lyon și Marseille a străbătut Col de la République, cunoscută și sub numele de Col du Grand Bois, situată la periferia orașului Saint-Étienne. Prima cățărare majoră – Ballon d'Alsace din departamentul Vosges – s-a desfășurat abia în ediția din anul 1905. Dar etapele cu adevărat montane au apărut în Turul Franței odată cu prima traversare a Pirineilor în anul 1910. În acel an, cicliștii au pedalat, sau mai degrabă au pășit, pentru prima dată pe Col d'Aubisque și mai apoi prin împrejurimile cățărării Tourmalet. Nici de data aceasta Desgrange nu a fost prezent. Pe ambele cățărări cicliștii au rulat pe poteci create de catâri, având parte de niște experiențe dificile și foarte solicitante. Ei au aveau la dispoziție biciclete fără schimbătoare de viteze, erau nevoiți să-și care cauciucurile de rezervă pe umeri, iar rucsacurile pline cu mâncare, haine și unelte și le agățau de ghidoane. Organizatorul adjunct, Victor Breyer, însoțit de cel care propusese includerea Munților Pirinei pe traseul Turului, Alphonse Steinès, i-a așteptat pe cicliști la finalul lui Col d'Aubisque. Breyer scria apoi despre primul sportiv care ajunsese în vârful cățărării:
Corpul său dădea la pedale precum un robot pe două roți. Nu rula cu viteză, dar cel puțin înainta. Am alergat alături de el și l-am întrebat: „Cine ești? Ce se petrece în spate? Unde sunt ceilalți?” Aplecat peste ghidon, cu ochii fixați de-a lungul drumului, acel om nu și-a întors capul spre mine nicio secundă și nu a rostit niciun cuvânt. Și-a continuat cursa, virând și ieșindu-mi astfel din raza vizuală. Steinès i-a citit numărul și a consultat lista participanților. A rămas împietrit. „Acesta este François Lafourcade, un nimeni. S-a prins și a reușit să treacă toate obstacolele” ... A trecut un sfert de oră până ce și-a făcut apariția al doilea ciclist. Pe acesta l-am recunoscut imediat în persoana lui Octave Lapize. Spre deosebire de Lafourcade, Lapize mergea pe jos, pe jumătate sprijinindu-se de bicicletă, pe jumătate împingând-o. Dar față de predecesorul său, Lapize a vorbit, ba chiar din abundență. „Sunteți niște criminali, da, niște criminali!” A discuta ceva cu un om aflat într-o asemenea stare ar fi fost o dovadă de cruzime și de prostie.
Desgrange a fost atât de încrezător în reușita experimentului traversării Pirineilor, încât în 1911 a introdus și Munții Alpi în Turul Franței.
Cea mai înaltă cățărare inclusă vreodată pe harta Turului Franței a fost Col Agnel în anul 2011, cicliștii ajungând atunci până la 2.744 m altitudine. Finalul de etapă petrecut la cea mai mare altitudine a fost cel de pe Col du Galibier (2.645 m), în ediția Turului Franței din 2011.
Dificultatea unei cățărări este stabilită în funcție de panta, de lungimea și de poziționarea ei pe traseu. Cele mai accesibile cățărări sunt cele de categoria a 4-a, iar cele mai dificile sunt cele de categoria 1. Cățărările cu adevărat excepționale din punct de vedere al gradului de dificultate (așa cum este Tourmalet) se află în afara acestei categorisiri, ele fiind considerate de categorie specială (franceză hors catégorie). Dintre acestea din urmă, cele mai cunoscute sunt Col du Tourmalet, Mont Ventoux, Col du Galibier, cățărarea din stațiunea de schi Hautacam și Alpe d'Huez. În 2011, modul de atribuire a punctelor a fost schimbat:
Numărul de puncte acordat cicliștilor care trec primii peste vârful unei cățărări este:
Cățărări de „categorie specială” (HC): 25, 20, 16, 14, 12, 10, 8, 6, 4 și 2 puncte, acordate primilor 10 cicliști care ajung în vârful cățărării.
Cățărări de categoria 1: 10, 8, 6, 4, 2 și 1 puncte, acordate primilor 6 cicliști care ajung în vârful cățărării.
Cățărări de categoria a 2-a: 5, 3, 2, și 1 puncte, acordate primilor 4 cicliști care ajung în vârful cățărării.
Cățărări de categoria a 3-a: 2 și 1 puncte, acordate primilor 2 cicliști care ajung în vârful cățărării.
Cățărări de categoria a 4-a: 1 punct, acordat ciclistului care ajunge primul în vârful cățărării.
Punctele acordate se dublează în cazul cățărărilor de minim categoria a doua ce servesc drept final de etapă.
Un ciclist a câștigat competiția cățărătorilor de șapte ori:
- Richard Virenque în 1994, 1995, 1996, 1997, 1999, 2003, 2004.

Doi cicliști au câștigat această competiție de câte șase ori:
- Federico Bahamontes în 1954, 1958, 1959, 1962, 1963, 1964.
- Lucien Van Impe în 1971, 1972, 1975, 1977, 1981, 1983.

### Cel mai bun tânăr

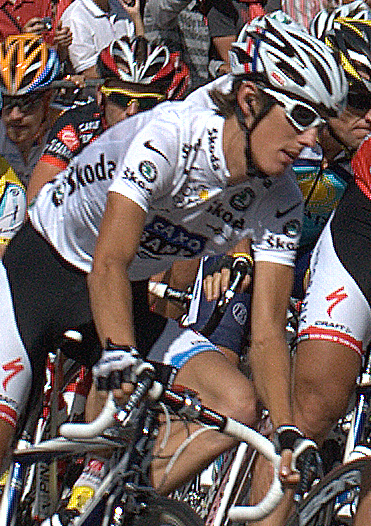
Andy Schleck purtând tricoul alb.

Între 1975 și 1989 și apoi începând cu anul 2000, se întocmește și un clasament al celor mai buni tineri din cursă. Astfel, cel mai bine poziționat ciclist sub 26 ani, în clasamentul general, poartă un tricou distinctiv de culoare albă (franceză maillot blanc)).
Din momentul introducerii sale (1975), această competiție a fost câștigată de 29 de cicliști diferiți. Dintre aceștia, cinci au reușit ca de-a lungul carierei lor să se impună și în clasamentul general (Fignon, LeMond, Pantani, Ullrich și Contador). S-a întâmplat de trei ori până acum ca același ciclist să câștige în același an atât clasamentul celor mai buni tineri, cât și clasamentul general — Fignon în 1983, Ullrich în 1997 și Contador în 2007.
Trei cicliști au câștigat competiția celor mai buni tineri de câte trei ori:
- Jan Ullrich în 1996, 1997, 1998. În acești ani, nu a existat un tricou distinctiv pentru această competiție.
- Andy Schleck în 2008, 2009, 2010.
- Tadej Pogačar în 2020, 2021, 2022.

### Alte clasamente
Premiul pentru cel mai combativ ciclist (franceză prix de la combativité) se acordă zilnic ciclistului care animă cel mai mult etapa. De obicei, acest lucru se reflectă într-o evadare foarte lungă. Sportivul declarat ca fiind cel mai combativ poartă, în ziua următoare, numărul de concurs scris cu alb pe fond roșu. Asta spre deosebire de restul cicliștilor al căror număr de concurs este scris cu negru pe fond alb. De asemenea, se acordă un premiu și pentru cel mai agresiv concurent pe toată durata Turului. Acest premiu a existat într-o anumită formă, incă din anul 1908. În acea vreme, revistele Sports Populaires și L'Education Physique au creat Premiul pentru curaj (franceză Le Prix du Courage), ce se acorda „ciclistului ce a încheiat cursa, chiar dacă neclasat, care a ieșit în evidență prin energia de care a dat dovadă.” Premiul propriu-zis era reprezentat de suma de 100 franci și de o medalie de argint aurită. Competiția modernă în ceea ce privește această distincție, așa cum este ea astăzi, a început în anul 1958. În 1959, s-a acordat și un premiu pentru cel mai combativ ciclist al întregii competiții. Inițial, acesta nu s-a oferit constant, dar din 1981 el se acordă anual.
Clasamentul pe echipe se întocmește adunând cei mai buni trei timpi realizați zilnic de componenții fiecărei echipe. Această competiție nu beneficiază de un tricou distinctiv, dar începând cu anul 2006, cicliștii echipei ce conduce la un moment dat acest clasament poartă numerele de concurs scrise cu negru pe fond galben. Până în 1990, respectivii purtau câte o șapcă de culoare galbenă. Echipele naționale cu cele mai multe succese în acest clasament sunt Franța și Belgia, cu câte 10 victorii fiecare. Între 1973 și 1988, a mai existat un clasament asemănător, întocmit însă pe baza clasamentului pe puncte; membrii echipei ce conducea acest clasament purtau pe cap câte o șapcă verde.

### Tricouri devenite istorie
A existat o perioadă în Turul Franței în care se întocmea și un clasament separat pentru sprinturile intermediare. Din anul 1984, liderul acestuia purta un tricou distinctiv de culoare roșie. Clasamentul se contura pe baza punctelor acordate primilor trei cicliști clasați la sprinturile intermediare. Totodată, punctele obținute în urma acestor sprinturi contau și în alcătuirea clasamentului pe puncte, în timp ce bonificațiile acordate pentru aceleași sprinturi intermediare erau luate în calcul la creionarea clasamentului general. Clasamentul sprinturilor intermediare și al său tricou roșu a fost eliminat din Turul Franței în anul 1989. Totuși, sprinturile intermediare exisă încă, în urma lor acordându-se puncte ce se contabilizează în clasamentul pe puncte, iar până în anul 2007 oferind bonificații luate în calcul la alcătuirea clasamentului general.
Începând cu anul 1968, s-a introdus clasamentul combinat, bazat pe un sistem de punctare ce ținea cont de clasamentul general, de cel pe puncte și de cel al cățărătorilor. La început, tricoul distinctiv atribuit acestui clasament era alb, pentru ca ulterior el să fie reprezentat de un mozaic ce sugera cele patru tricouri enumerate mai sus. Acest tricou a dispărut și el din Turul Franței, tot în anul 1989.

### Lanterna roșie
Ciclistul clasat pe ultimul loc în clasamentul general este supranumit „lanternă roșie” (comparație cu luminile roșii din spatele unei mașini) (franceză lanterne rouge), iar în unele ediții trecute, respectivul sportiv purta sub șaua bicicletei o mică lanternă roșie. Atât de mare era compasiunea pentru acesta, încât el putea solicita onorarii mai mari pentru participarea la cursele locale de amatori ce urmau Turului Franței. În anii 1939 și 1948, pentru a încuraja competitivitatea, la fiecare sfârșit de etapă, organizatorii îl eliminau din competiție pe sportivul clasat pe ultimul loc.

## Etape

### Etape cu start în bloc

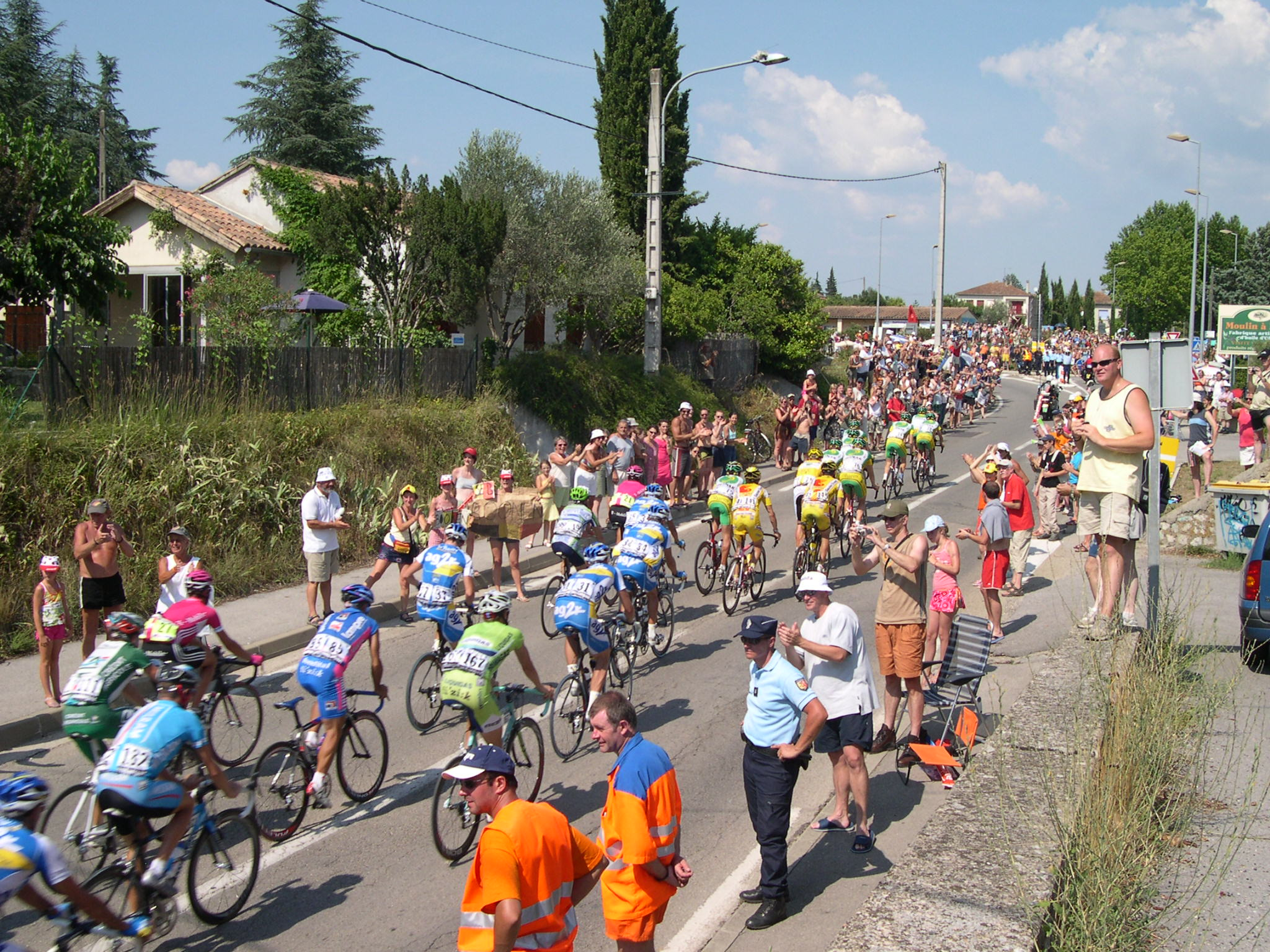
Pluton compact în Turul Franței 2006

În majoritatea etapelor, cicliștii pornesc împreună. Primul kilometru al cursei, denumit start fictiv (franceză départ fictif) se parcurge rulând ușor. Startul real (franceză départ réel) este anunțat de directorul Turului prin fluturarea unui steag alb.
Cicliștilor le este permis să se atingă, dar n-au voie să se împingă și să se înghiontească. Primul care trece linia de sosire este declarat învingător. Etapele plate sau cele cu dealuri joase, care în general predomină în prima săptămână de cursă, se încheie cu sprinturi masive, spectaculoase.
Toți rutierii care încheie cursa în același grup sunt înregistrați cu timpul primului dintre ei. Prin această metodă se diminuează periculozitatea sprinturilor. Nu este neobișnuit ca întregul pluton să încheie etapa într-un singur grup compact și deși acest lucru presupune un timp îndelungat până ce toți sportivii trec linia de sosire, ei sunt înregistrați cu același timp. Începând cu anul 2005, atunci când un ciclist cade sau întâmpină o problemă tehnică în ultimii 3 kilometri ai unei etape cu final plat, el este cronometrat în același timp cu grupul din care făcea parte în momentul evenimentului. Această modificare de regulament încurajează sportivii să sprinteze la finalul etapelor pentru a obține puncte suplimentare, fără teama că ar putea să piardă timp față de grupul din care fac parte. Din anul 1906, ultimul kilometru al etapelor este indicat printr-un triunghi roșu (franceză flamme rouge), poziționat deasupra șoselei.
Începând cu ediția din 2008, bonificațiile de timp acordate primilor trei cicliști la sprinturile intermediare și la finalul etapelor au fost întrerupte.
Etapele de munte produc, de obicei, schimbări majore în clasamentul general. În etapele obișnuite, cei mai mulți rutieri preferă să stea în pluton până la final; deseori se întâmplă ca în timpul unei etape de munte, unii cicliști să piardă chiar și peste 30 minute în clasamentul general sau, mai rău, să fie descalificați ca urmare a depășirii limitei de timp stabilită pentru respectiva etapă.
Primul fotofiniș a fost realizat în anul 1955.

### Contratimpuri individuale

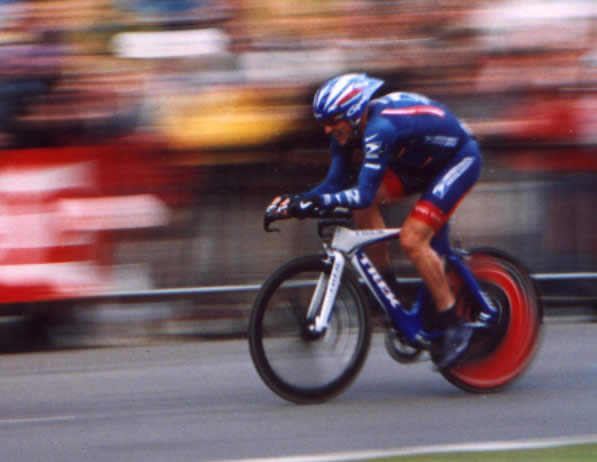
Lance Armstrong pedalând în prologul Turului Franței din 2004.

Într-un contratimp, cicliștii concurează individual împotriva cronometrului, luând startul pe rând. Primul contratimp s-a desfășurat în anul 1934, între La Roche-sur-Yon și Nantes (80 km). În prezent, prima etapă a Turului este reprezentată de un scurt contratimp (prolog) menit să stabilească primul purtător al tricoului galben. Primul prolog s-a organizat în anul 1967. În 1988, această etapă de debut s-a desfășurat la La Baule și a purtat numele de „la préface”.
De obicei, în fiecare ediție a Turului se organizează două sau trei contratimpuri. Unul dintre acestea poate fi un contratimp pe echipe. Uneori, ultimul contratimp al ediției s-a desfășurat chiar în ultima etapă, dar de cele mai multe ori acesta este organizat în penultima etapă.
În anul 1965, la Köln, s-a utilizat pentru prima dată rampa de lansare. Aceasta este o pantă de pe care iau startul cicliștii în probele de contratimp.

### Contratimpuri pe echipe
Un contratimp pe echipe (TTT) este o cursă împotriva cronometrului în care fiecare echipa concurează solitar. Timpul final cu care este înregistrată o echipă este timpul celui de-al cincilea rutier al respectivei echipe, stabilit în ordine crescătoare a timpilor fiecărui coechipier. Cicliștii care încheie etapa cu mai mult de o lungime de bicicletă în spatele celui de-al cincilea coechipier, în ordinea timpilor obținuți, sunt acreditați cu propriul timp. Contratimpul pe echipe a fost adesea criticat întrucât favorizează echipele puternice și defavorizează cicliștii puternici ce concurează în echipe modeste din punct de vedere valoric. Contratimpul pe echipe a fost reintrodus pe harta Turului Franței în anul 2009 după o absență de patru ani. Un an mai târziu el a fost din nou eliminat. Contratimpul pe echipe a fost reintrodus în ediția Turului din anul 2011.
Etapa prolog din 1971 a fost reprezentată de un contratimp pe echipe. În anul 1939, contratimpul pe echipe a traversat trecătoarea montană Iseran, străbătând distanța dintre Bonneval și Bourg-St-Maurice.

### Etape celebre

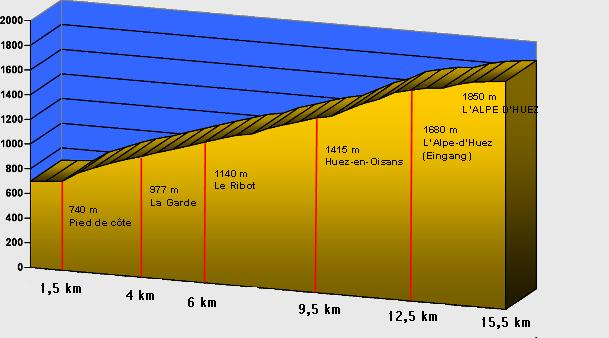
Profilul cățărării Alpe d'Huez

Începând cu anul 1975, fiecare Tur al Franței s-a încheiat cu circuitul de pe Champs-Élysées. Pe parcursul acestei etape se petrec foarte rar modificări în clasamentul general întrucât ea este o etapă plată și, de obicei, liderul acestui clasament are un avans considerabil înaintea ultimei etape. Dar în 1987, Pedro Delgado a evadat pe Champs-Élysées cu scopul de a recupera o diferență de 40 secunde ce îl separa de Stephen Roche. Totuși, evadarea nu a reușit, iar el și Roche au încheiat cursa în pluton, lucru ce a consfințit victoria finală a lui Roche.
În anul 1989, ultima etapă a presupus un contratimp individual. Greg LeMond l-a depășit atunci pe Laurent Fignon, obținând victoria în Turul Franței cu o diferență de numai opt secunde. Aceasta reprezintă cea mai mică diferență cu care s-a câștigat vreodată Turul.
Cățărarea Alpe d'Huez este una dintre favoritele publicului și nu numai, ea regăsindu-se pe harta majorității edițiilor Turului Franței. În anul 2004, la Alpe d'Huez s-a încheiat un contratimp individual. Cicliștii s-au plâns atunci de insistențele spectatorilor și ca atare etapa nu a mai putut fi reluată în alte ediții. Mont Ventoux este adesea numită ca fiind cea mai grea cățărare din Turul Franței din cauza condițiilor aspre la care-i supune pe sportivi. O altă etapă montană notabilă, frecvent prezentă în Tur, este cățărarea Col du Tourmalet. Col du Galibier este cățărarea cea mai frecventată în Turul Franței. Etapa din 2011 ce a conținut această cățărare a marcat aniversarea a 100 de ani de când Col du Galibier se regăsește pe harta Turului și a fost, de asemenea, etapa al cărei final s-a desfășurat la cea mai mare altitudine din istoria competiției: 2.645 m. Unele etape montane din istoria Turului Franței au devenit memorabile datorită condițiilor meteorologice. Ca exemplu, se poate aminti etapa din 1996 desfășurată între Val-d'Isère și Sestriere. Atunci, o furtună de zăpadă a determinat reducerea lungimii acelei etape de la 190 km la doar 46 km.
Găzduirea unui start sau a unui final de etapă aduce bani și prestigiu unui oraș. Prologul și prima etapă sunt cu atât mai prestigioase. De obicei, un singur oraș găzduiește atât prologul (prea scurt pentru a se desfășura între două orașe), cât și startul primei etape. În 2007, directorul Turului, Christian Prudhomme, a spus că „în general, în decursul a cinci ani, Turul incepe de trei ori în afara Franței și de două ori în interiorul ei.”

## Mass-media
La începuturi, Turul Franței era urmărit doar de către organizatorii săi, jurnaliștii de la revista L'Auto. De altfel, cursa fusese creată tocmai pentru a spori vânzările acestui ziar aflat în derivă și redactorul său, Desgrange, nu avea niciun motiv să permită publicațiilor concurente să profite de pe urma acestei competiții.
Primele ziare acreditate să participe în Turul Franței, excluzând L'Auto, au apărut abia în anul 1921 când 15 mașini de presă au fost rezervate pentru reporterii locali și străini.
La câteva zile după încheierea acelei ediții a Turului Franței au apărut primele benzi magnetice cu imagini din competiție. Prima radiodifuziune a cursei a fost realizată în anul 1929, când Jean Antoine și Alex Virot reprezentanți ai ziarului L'Intransigeant au transmis pentru Radio Cité, utilizând linii telefonice. În 1932, tot ei au difuzat sunetul ambiental din momentul trecerii cicliștilor pe Col d'Aubisque din Pirinei, la data de 12 iulie. Ziariștii utilizaseră un aparat de înregistrare, transmițând sunetele ulterior.
Primele imagini televizate ale competiției au fost difuzate la o zi după înregistrarea lor. Canalul de televiziune național a utilizat două camere de 16 mm, un Jeep și o motocicletă. Filmul a ajuns la Paris cu ajutorul avionului sau al trenului. Acolo a fost editat, iar o zi mai târziu a fost difuzat.
Prima transmisiune în direct a Turului Franței și a doua a oricărui sport în Franța a fost reprezentată de sosirea de pe Parc des Princes din Paris, pe 25 iulie 1948. Rik van Steenbergen din Belgia a câștigat acea etapă, după 340 km parcurși de la Nancy. Primele imagini transmise în direct, surprinse pe marginea șoselei au fost cele de la Aubisque din 8 iulie 1958. Ideea de a transmite integral cursa a fost abandonată în 1962 ca urmare a obiecțiilor formulate de ziarele regionale care se temeau de concurență. Conflictul a fost aplanat, dar nu destul de repede, astfel că prima transmisie integrală a Turului Franței s-a realizat abia anul următor.
Primul comentator de televiziune al Turului Franței a fost francezul Robert Chapatte, un fost ciclist. La început a comentat singur, ulterior alăturându-i-se un specialist al etapelor de munte și un comentator ce urmărea competitorii cu ajutorul unei motociclete.
Mass-media franceză a fost o bună perioadă de timp monopol de stat, mai exact până în 1982 când președintele socialist François Mitterrand a permis înființarea trusturilor de presă private și a denaționalizat canalul principal de televiziune. Concurența între diversele televiziuni a condus la creșterea taxelor de transmisiune plătite organizatorilor. Astfel, în 1960 ele reprezentau 1,5% din bugetul cursei, pentru ca la sfârșitul secolului trecut acestea să ajungă la mai mult de o treime din buget. De asemenea, odată cu competiția pentru asigurarea drepturilor de difuzare, a crescut și timpul alocat transmisiunilor. Cele mai importante două posturi publice, Antenne 2 și FR3, s-au aliat pentru a transmite o mai mare parte din cursă decât rivalul lor privat, Télévision France. Redenumite France 2 și France 3, ele încă dețin drepturile de transmisie ale Turului Franței, furnizând imagini televiziunilor din întreaga lume.
Cele două televiziuni dispun de un staff de 300 de persoane, patru elicoptere, două avioane, două motociclete, 35 de alte vehicule, inclusiv camioane și 20 de camere de filmat pentru podiumuri.
Televiziunea națională difuzează cele mai importante etape ale Turului, ca de exemplu cele din munți, de la prânz până la lăsarea serii. De obicei, transmisiunea debutează cu prezentarea etapei din ziua respectivă, cu interviuri pe marginea șoselei, cu discuții privitoare la dificultatea traseului și la tacticile posibil de urmat și cu o retrospectivă de 30 de minute. Cele mai importante etape sunt transmise în direct de la început până la sfârșit și sunt urmate de interviuri cu cicliștii și cu alte persoane din anturajul competiției. De asemenea, la final este prezentată o versiune editată a etapei văzută prin ochii unui manager al unei echipe participante care-și urmărește și-și sfătuiește cicliștii.
Posturile de radio transmit informații despre cursă pe tot parcursul zilei. Este vorba, în special, despre postul național de știri, France-Info. Există și câteva stații de radio care furnizează comentarii permanente ale cursei.
În ediția din anul 2009, controalele antidoping fără precedent de riguroase și lipsa aproape completă a oricăror teste pozitive au făcut ca fanii să-și recapete încrederea în Turul Franței. Ca urmare, la nivel mondial, popularitatea evenimentului a crescut. Cea mai urmărită etapă a Turului din 2009 a fost etapa 20, de la Montélimar la Mont Ventoux, în Provența, cu o audiență totală de 44 milioane de telespectatori, făcând din aceasta al 12-lea cel mai urmărit eveniment sportiv din întreg anul 2009.

## Cultură

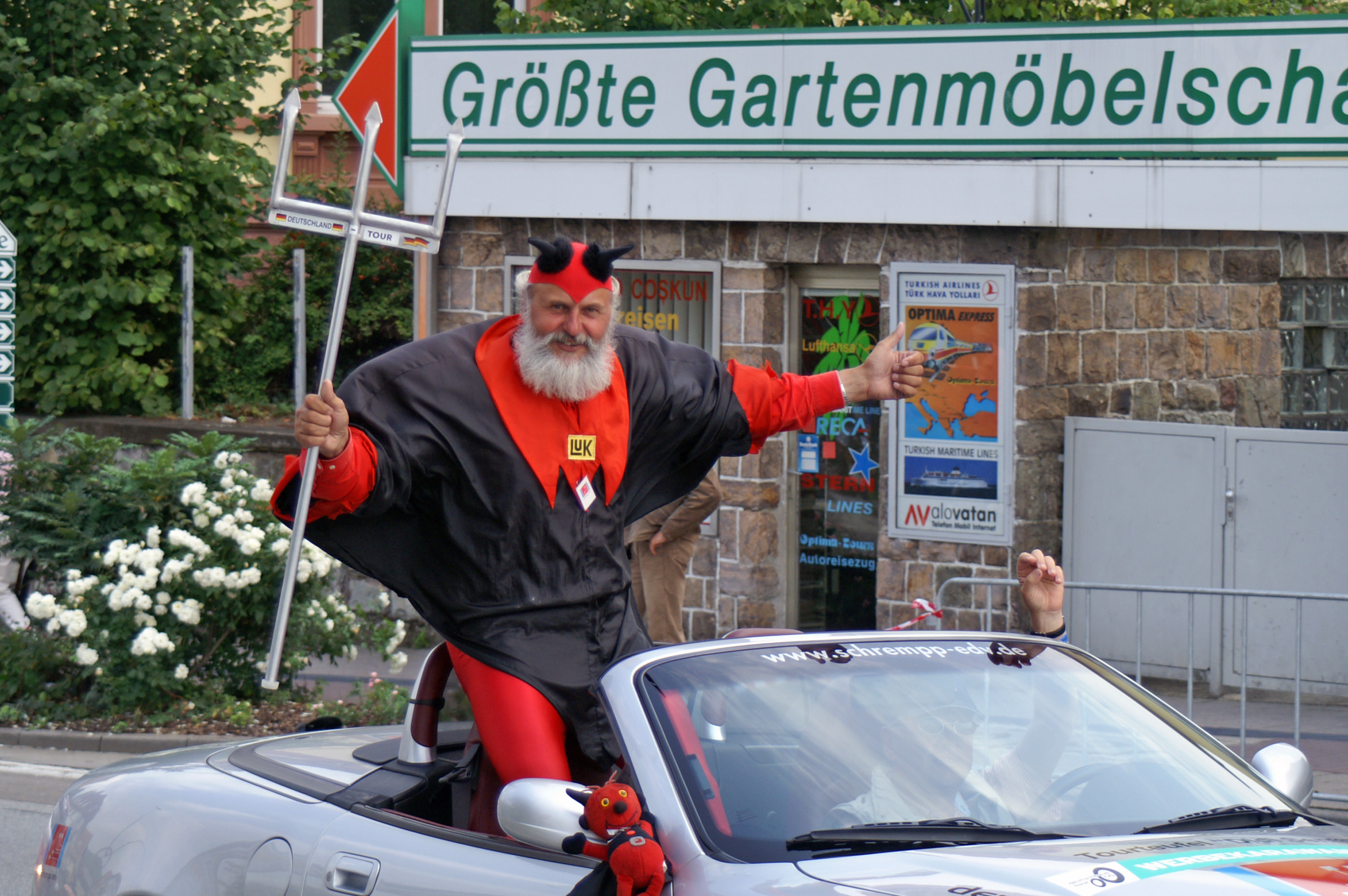
În cele mai multe zile ale competiției, în mijlocul spectatorilor îl regăsim pe Didi Senft care, într-un costum roșu de diavol, se află în Tur încă din 1993.

Turul Franței este o competiție foarte importantă pentru fanii ciclismului din Europa. Sunt milioane care stau pe marginea șoselelor, unii campând în apropiere cu o săptămână înaintea trecerii caravanei cicliste, tocmai pentru a obține cel mai bun loc de observare a ei. Jurnalistul Pierre Chany scria:
Turul Franței poartă responsabilitatea divizării țării, creând rivalități între cele mai mici cătune, ba chiar în cadrul aceleiași familii. Cunosc un bărbat care și-a așezat soția pe plita încinsă a unei sobe, cu rochia ridicată, ca pedeapsă pentru faptul că ea îl susținea pe Jacques Anquetil, în timp ce favoritul lui era Raymond Poulidor. Anul următor, femeia a devenit și ea o fană a lui Poulidor, dar era prea târziu: între timp, favoritul soțului devenise Felice Gimondi. Ultimul lucru pe care l-am auzit despre ei este că aveau în continuare aceleași opțiuni și că vecinii lor se plângeau de certurile dintre ei.

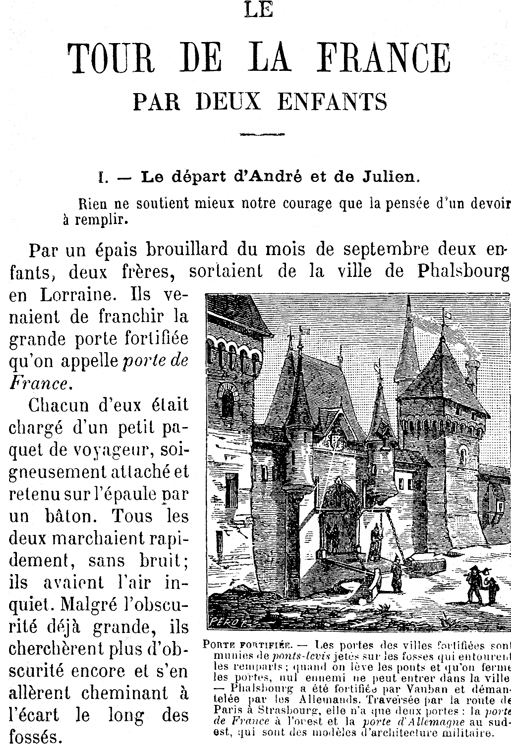
Manual școlar semnat de Augustine Fouillée, sub pseudonimul G. Bruno.

Turul Franței s-a remarcat încă de la început nu doar prin lungimea distanțelor parcurse și prin caracterul său solicitant, ci și pentru că reprezenta o chemare la unitate națională, o chemare la ceea ce Maurice Barrès numea Franța „din pământ și din morți” sau ceea ce Georges Vigarello considera „imaginea unei Franțe unite prin pământurile sale.”
Conturarea imaginii Turului Franței a debutat cu cartea de călătorii/educativă Turul Franței pentru doi copii (franceză Le Tour de la France par deux enfants). Cartea prezintă povestea a doi băieți, André și Julien, care „într-un septembrie dominat de o ceață densă pleacă din orașul Phalsbourg din Lorena să viziteze Franța, într-o perioadă în care puțini oameni ajunseseră mai departe de cel mai apropiat oraș.”
Cartea s-a vândut în șase milioane de exemplare până la debutul primului Tur al Franței, fiind astfel cea mai bine vândută carte a secolului al XIX-lea în Franța, cu excepția Bibliei. A stârnit interesul național, făcând din Franța o țară „vizibilă și vie”, așa cum spune de altfel și prefața sa. Existase anterior o cursă de mașini care purtase numele de Turul Franței, dar doar publicitatea din spatele cursei cicliste și metoda lui Desgrange de a străbate țara cu mașina pentru a educa populația i-a determinat pe francezi să-și dorească să-și cunoască cu adevărat țara.
Academicienii de profesie istorici Jean-Luc Boeuf și Yves Léonard spun că până ca L'Auto să înceapă să publice hărți ale cursei, doar o mică parte a populației Franței avea o cât de mică idee despre forma țării. Ei au scris:
La începutul secolului al XX-lea francezii erau în mare măsură ignoranți (franceză connaissent encore très mal) în ceea ce însemna geografia țării lor. Hărțile erau rare și puțin utilizate chiar și în școli. Forma fizică a Franței și conturul ei reprezentau o necunoscută pentru majoritatea francezilor ... Eforturile îndreptate înspre apropierea școlarilor de imagistică, în general și de hărți, în special erau în van. Până la ediția din anul 1905, cartea Tour de France par Deux Enfants nu conținea o hartă a Franței și totuși ea se vânduse, până în acel moment, în șapte milioane de exemplare.
Prin hărțile pe care le-a publicat, Turul Franței a devenit în același timp profesor în crearea hărților prin contururi, – lucru rar întâlnit înainte de Primul Război Mondial – dar și un aprig populist prin înfățișarea Franței sub formă de hexagon, o Franță amputată nu doar de „provinciile pierdute” în 1903, dar și de Corsica și de posesiunile de peste mări. Timp de un secol acestea au rămas nevizitate de Turul Franței și în continuare lipsesc de pe hărțile sale.
În prefața cărții Turul Franței: 1903-2003 (franceză Tour de France: 1903–2003), Eugen Weber, spune:
Turul a adus o mai mare contribuție Franței decât eroii lumii moderne. A pus degetul pe rană în ceea ce privește valorile predate în școală, dar rareori însușite: efort, curaj, determinare, rezistență stoică la durere și chiar fairplay. A familiarizat o națiune cu propria-i geografie. A adus viață, activitate, emoție în micile orașe în care se întâmplă foarte puține lucruri; a creat o atmosferă festivă peste tot pe unde a trecut; și a obișnuit oamenii din provincie cu manifestări spectaculoase, accesibile anterior doar marilor orașe.

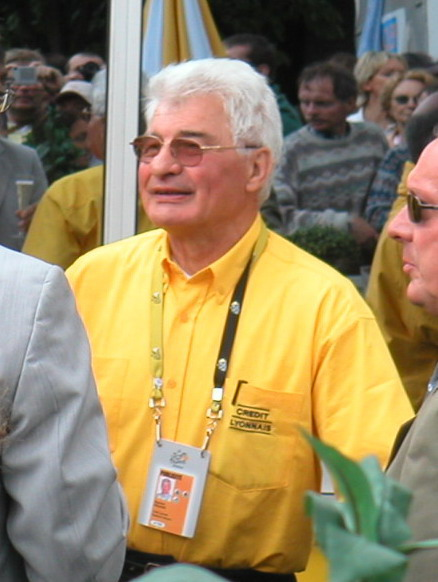
Raymond Poulidor

De asemenea, Turul Franței a creat o nouă expresie pentru un simpatizat perdant. Raymond Poulidor nu a câștigat niciodată Turul Franței, dar a fost mai popular decât rivalul său, Jacques Anquetil, care a obținut cinci succese. Așa cum o arată și un articol de Jacques Marseille din Le Figaro, Poulidor este asociat acum cu ghinionul sau cu viața dificilă. Marseille titra: „Această țară suferă de Complexul Poulidor”.

### Artă
Turul Franței a fost motiv de inspirație pentru compunerea câtorva cântece îndrăgite, printre cele mai cunoscute numărându-se P'tit gars du Tour (1932), Les Tours de France (1936) și Faire le Tour de France (1950). Melodia Tour de France a formației Kraftwerk a devenit șlagăr în anul 1983, fiind descrisă ca o „amestecătură între om și mașină”. În 2003, cu ocazia centenarului Turului, aceeași formație a produs un album muzical intitulat Melodiile Turului Franței (engleză Tour de France Soundtracks).
În cinematografie, Turul a reprezentat punctul de plecare în turnarea filmului Cinci lalele roșii (franceză Cinq Tulipes Rouges) (1949), de Jean Stelli, film în care cinci cicliști sunt omorâți. În fruntea cursei (franceză La Course en Tête) (1974) urmărea destinul lui Eddy Merckx, fiind selectat pentru Festivalul Internațional de Film de la Cannes. Același subiect l-a propus și Alex Joffé cu a sa parodie Spărturi (franceză Les Cracks) din 1967. Din distribuția acelui film au făcut parte Bourvil și Monique Tarbès. În 1996, Patrick Le Gall a regizat Fiecare Tur (franceză Chacun son Tour). Comedia Bicicleta lui Ghislain Lambert (franceză Le Vélo de Ghislain Lambert) (2001) a înfățișat Turul din anul 1974.
În anul 2005 s-au turnat trei filme ce făceau referire la o echipă participantă în Turul Franței. Filmul german Iadul pe roți (germană Höllentour), a prezentat ediția din anul 2003 din perspectiva echipei Team Telekom. Regizorul acestui film a fost Pepe Danquart, cel care, în 1993, câștigase un Premiu Oscar pentru filmul de acțiune de scurtmetraj Ciclistul negru (germană Schwarzfahrer). Filmul danez Depășirea (engleză Overcoming) de Tómas Gislason a surprins Turul din anul 2004 din perspectiva echipei Team CSC.
Filmul Abonat la victorie: Supraviețuind Turului Franței (engleză Wired to Win: Surviving the Tour de France) Arhivat în 26 iulie 2011, la Wayback Machine. a relatat povestea cicliștilor Baden Cooke și Jimmy Casper, ambii de la echipa Française des Jeux, participanți în Turul Franței 2003. Urmărindu-le încercările de a obține tricoul verde, câștigat în cele din urmă de Cooke, pelicula surprinde frământările psihice ale celor doi. Filmul a fost realizat special pentru cinematografele IMAX și a apărut în decembrie 2005. A fost regizat de Bayley Silleck, același care, în 1996, fusese nominalizat la Premiile Oscar pentru documentarul de scurtmetraj Voiaj cosmic (engleză Cosmic Voyage).
Suporterul Scott Coady a urmărit de la fața locului Turul Franței din anul 2000 cu o cameră de luat vederi montată pe cap, cu scopul de a crea filmul Micul Tur! (engleză The Tour Baby!) Arhivat în 20 iulie 2013, la Wayback Machine., film care a acumulat 160.000 $. Banii au fost donați către Lance Armstrong Foundation, iar în anul 2005 a apărut și continuarea acestui film, Micul Tur 2! (engleză Tour Baby Deux!) Arhivat în 19 iulie 2013, la Wayback Machine..
În 1962, Louis Malle a realizat un scurtmetraj de 18 minute despre Turul din acel an, intitulat Trăiască Turul (franceză Vive Le Tour). Turul Franței 1965 a fost reprodus în filmul Pentru un tricou galben (franceză Pour un Maillot Jaune) al lui Claude Lelouch, film turnat chiar în acel an. Acest documentar de 30 de minute nu are niciun fel de dialog sau de narare, ci se bazează exclusiv pe priveliști și sunete captate în acel Tur.
- Höllentour la Internet Movie Database
- Overcoming la Internet Movie Database
- Vive Le Tour la Internet Movie Database
- Wired to Win la Internet Movie Database
- Pour un Maillot Jaune la Internet Movie Database

În ficțiune, acțiunea filmului animat Tripleții din Belleville (franceză Les Triplettes de Belleville), din 2001, se intersectează cu Turul Franței.

## Dopaj

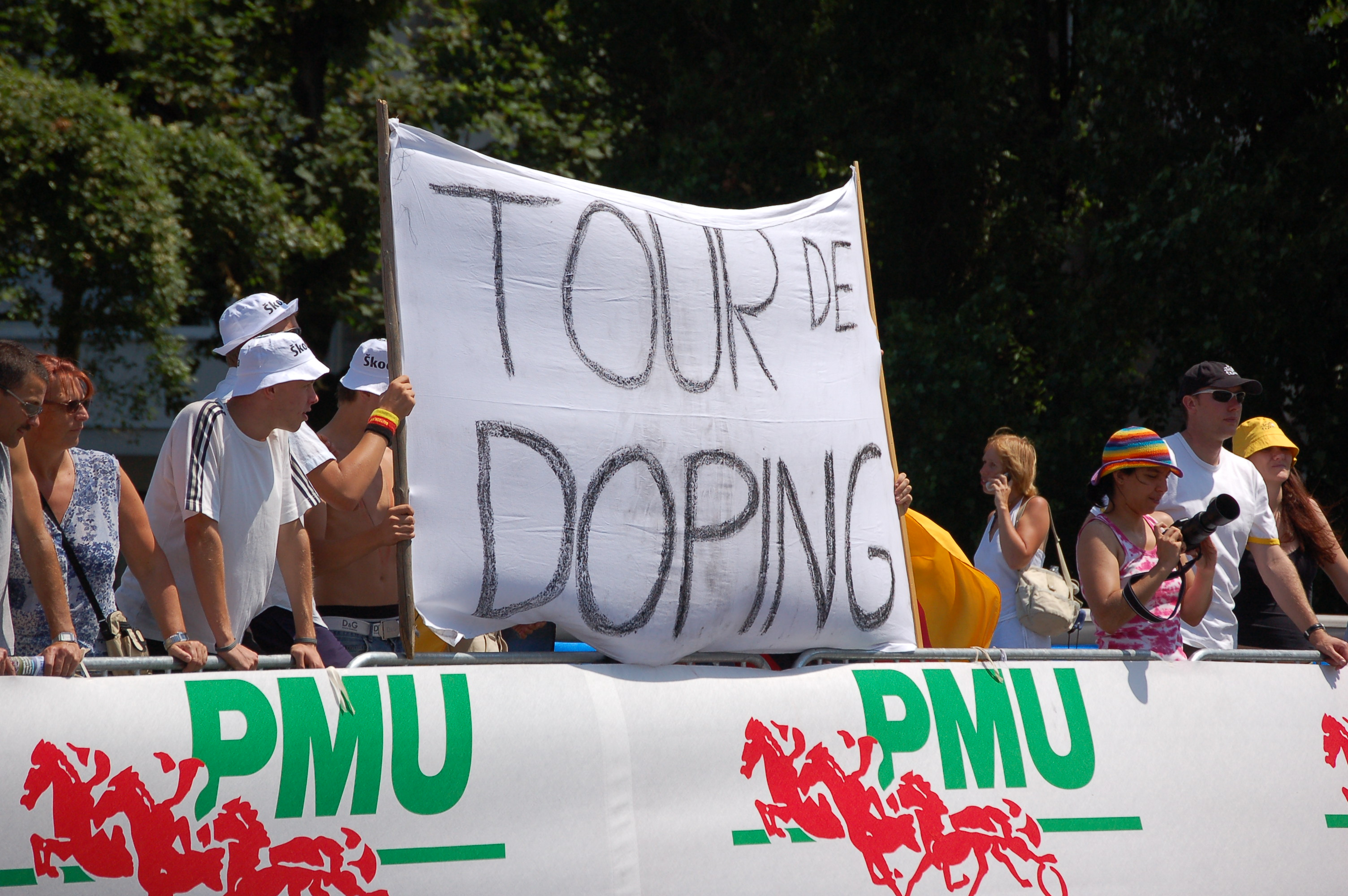
Spectatori cu pancarte în timpul Turului Franței 2006

Acuzațiile de dopaj au contaminat Turul Franței încă de la începuturile sale. Primii cicliști consumau alcool și foloseau eter pentru a-și reduce durerile. Odată cu trecerea anilor, performanțele cicliștilor au început să crească și ca atare, Uniunea Ciclistă Internațională împreună cu guvernele țărilor implicate au adoptat politici de combatere a practicilor de dopaj.
În 1924, Henri Pélissier și fratele său Charles s-au destăinuit jurnalistului Albert Londres, relatând că pe parcursul carierei au consumat stricnină, cocaină, cloroform, aspirină, „anestezic pentru cai” și alte droguri. Povestea a fost publicată în ziarul Le Petit Parisien, sub titlul de Les Forçats de la Route (română Condamnații șoselelor)
Pe 13 iulie 1967, ciclistul britanic Tom Simpson a murit în timpul cățărării Mont Ventoux, după ce consumase amfetamină. În 1998, în ceea ce se numește „Turul rușinii”, antrenorul echipei Festina, Willy Voet, a fost arestat după ce asupra sa au fost găsite doze de eritropoietină (EPO), de hormoni de creștere, de testosteron și de amfetamină. Raidurile poliției asupra hotelurilor unde erau cazate echipele au condus la descoperirea produselor dopante aflate în posesia echipei TVM. Ca urmare, cicliștii au intrat în grevă. După ce directorul cursei, Jean-Marie Leblanc, a mediat conflictul, poliția și-a redus acțiunile, iar competiția a continuat. Totuși, unii cicliști au abandonat și doar 96 de sportivi au încheiat cursa. În procesul ce a urmat, s-a dovedit că oficialii echipei Festina organizaseră și susținuseră dopajul în cadrul formației.
Ca urmare a acestui scandal, organizatorii cursei împreună cu UCI au introdus măsuri suplimentare de combatere a fenomenului. Acestea au presupus un număr mai mare de teste împotriva dopajului sangvin (transfuzii și utilizarea EPO). Măsurile astfel luate au făcut din UCI o parte direct interesată în inițiativa Comitetului Olimpic Internațional de a crea Agenția Internațională Anti-Doping (WADA), fondată în anul 1999. În 2002, soția lui Raimondas Rumšas, ocupantul locului trei în Turul Franței din acel an, a fost arestată după ce în mașina sa s-au găsit doze de EPO și de steroizi anabolizanți. Dar întrucât Rumšas nu a picat niciun test, el nu a fost niciodată penalizat. În 2004, Philippe Gaumont spunea că în cadrul echipei sale, Cofidis, dopajul fusese endemic. În urma unei percheziții asupra locuinței sale, colegul de echipă al lui Gaumont, David Millar, a mărturisit că a consumat EPO. În același an, ciclistul Jesus Manzano de la echipa Kelme a relatat că a fost obligat de către echipa sa să consume substanțe interzise.
Controverse stârnite de acuzații de dopaj s-au creat și în jurul lui Lance Armstrong, chiar dacă el a nu a fost niciodată învinuit oficial. În august 2005, la numai o lună de la cea de-a șaptea victorie consecutivă a lui Armstrong, L'Équipe a publicat documente care s-a spus că ar dovedi că Armstrong ar fi folosit EPO în timpul cursei din 1999. În timpul aceleiași ediții a Turului, probele de urină colectate de la Armstrong conțineau urme ale unui hormon glucocorticosteroid, dar ele se aflau sub limitele acceptate. Argumentul său a fost acela că folosise anterior o cremă pentru piele, utilizată în tratarea rănilor, ce conținea triamcinolon. Armstrong a spus că a primit acceptul UCI de a folosi acea cremă.
Ediția din 2006 a stat în umbra scandalului de dopaj denumit Operațiunea Puerto. Acesta s-a declanșat puțin înainte de începerea Turului, favoriți precum Jan Ullrich și Ivan Basso fiind suspendați de propriile lor echipe cu doar o zi înaintea startului. Șaptesprezece cicliști au fost implicați în acest caz. Rutierul american Floyd Landis, care a încheiat competiția pe primul loc în acel an, a fost testat pozitiv cu testosteron. Acest lucru s-a petrecut după etapa a 17-a, etapă pe care chiar el o câștigase, dar confirmarea rezultatelor a venit abia după două săptămâni de la încheierea Turului. Pe 30 iunie 2008, Landis a pierdut și apelul făcut la Tribunalul de Arbitraj Sportiv și ca atare, Óscar Pereiro a fost declarat câștigător al Turului Franței, ediția 2006.
Pe 24 mai 2007, Erik Zabel a recunoscut că a consumat EPO pe parcursul primei săptămâni a Turului Franței din 1996. În acel an el a câștigat clasamentul pe puncte. Motivația sa a fost aceea că și alții se dopau. La susținerea acestei afirmații a contribuit și declarația câștigătorului din 1996, Bjarne Riis, care pe 25 mai 2007 a recunoscut la Copenhaga că, între 1993 și 1998, a folosit EPO cu regularitate. El a specificat că acest lucru s-a petrecut inclusiv în anul în care a câștigat Turul. Aceste destăinuiri au condus la concluzia că primii trei clasați în 1996 au avut legături cu dopajul. Dintre aceștia, doi au recunoscut că au trișat.
Pe 24 iulie 2007, la puțin timp după câștigarea unui contratimp, Alexander Vinokourov a fost testat pozitiv pentru o transfuzie sangvină. Urmarea a fost că Astana, echipa la care evolua, s-a văzut nevoită să se retragă din Tur, în timp ce hotelul la care aceasta era cazată a fost supus unui raid al poliției. În ziua următoare, Cristian Moreni a fost testat pozitiv cu testosteron. Cofidis, echipa din care făcea parte, s-a retras de asemenea din Tur.
În aceeași zi, Michael Rasmussen, liderul clasamentului general în acel moment, a fost exclus din cauza „incălcării regulilor interne ale echipei”. Baza acestei motivații a fost reprezentată de absența lui Rasmussen de la testele anti-doping organizate pe 9 mai și pe 28 iunie. Rasmussen a susținut că în acea perioadă se afla în Mexic. Dar, jurnalistul italian Davide Cassani a relatat la televiziunea daneză că l-a văzut pe Rasmussen în Italia. Astfel, această pretinsă minciună a ciclistului a dus la concedierea sa de la echipa Rabobank.
Pe 11 iulie 2008, după prima etapă a Turului din acel an, Manuel Beltrán a fost testat pozitiv cu EPO.
Pe 17 iulie 2008, după etapa a patra, Ricardo Riccò a fost testat pozitiv cu CERA, o variantă a EPO.
În octombrie 2008 s-a descoperit că un număr mult mai mare de cicliști folosiseră, în acel an, substanțe interzise. Aceștia au fost: colegul lui Ricco și câștigătorul etapei a 10-a a Turului din 2008, Leonardo Piepoli; Stefan Schumacher – cel care câștigase ambele contratimpuri; Bernhard Kohl – al treilea în clasamentul general și câștigător al tricoului alb cu buline roșii.
După încheierea ediției din anul 2010, s-a anunțat că învingătorul acesteia, Alberto Contador, a fost testat pozitiv, în ziua de pauză din 21 iulie, cu urme de clenbuterol. Pe 26 ianuarie 2011, Federația Spaniolă de Ciclism a propus o suspendare de 1 an pentru Contador, dar pe 15 februarie s-a răzgândit și i-au permis acestuia să se înscrie la Turul Franței. În ciuda faptului că apelul formulat de UCI se afla încă în dezbatere, lui Contador i s-a permis să participe în Turul Franței 2011, încheind competiția pe locul 5.

## Decese
Cicliștii care au decedat în timpul desfășurării Turului Franței sunt:
- 1910: Într-una din zilele de pauză, aflat pe Riviera Franceză, ciclistul francez Adolphe Helière a fost găsit înecat.
- 1935: În timp ce rula pe Col du Galibier, ciclistul spaniol Francisco Cepeda a plonjat într-o râpă.
- 1967: 13 iulie, etapa a 13-a: În timpul cățărării Mont Ventoux, Tom Simpson a murit din cauza unei insuficiențe cardiace. În tricoul său, dar și în sânge au fost găsite pastile de Amfetamină.
- 1995: 18 iulie, etapa a 15-a: În timpul coborârii de pe Col de Portet d'Aspet, Fabio Casartelli a căzut într-un moment în care rula cu 88 km/h.

De-a lungul timpului s-au mai petrecut alte șapte accidente fatale:
- 1934: În timpul unei demonstrații pe velodromul La Roche Sur Yon, un motociclist a murit după ce a căzut în timp ce rula cu viteză foarte mare. Demonstrația sa anima publicul aflat în așteptarea sosirii cicliștilor din Turul Franței.[169]
- 1957: 14 iulie: Motociclistul Rene Wagter și pasagerul său Alex Virot, jurnalist la Radio Luxembourg, au derapat pe un drum de munte în apropiere de Ax-les-Thermes.
- 1958: Constant Wouters, un oficial al cursei, a murit în urma un accident cu sprinterul André Darrigade. Coliziunea s-a petrecut pe Parc des Princes.[170]
- 1964: Douăzeci de oameni au decedat ca urmare a impactului dintre o furgonetă de aprovizionare și un cap de pod. Numărul victimelor acestui incident, petrecut în regiunea Dordogne, reprezintă un record trist al Turului Franței.[171]
- 2000: Un băiat în vârstă de 12 ani, din Ginasservis, cunoscut sub numele de Phillippe, a fost lovit de o mașină ce făcea parte din caravana publicitară a Turului Franței.[172]
- 2002: Melvin Pompele, un băiat în vârstă de șapte ani, a murit în apropiere de Retjons, după ce a sărit în fața caravanei.[172]
- 2009: 18 iulie, etapa a 14-a: În timp ce traversa o stradă din apropierea comunei Wittelsheim, o spectatoare sexagenară a fost lovită și omorâtă de o motocicletă aparținând poliției.[71]

## Statistică
Singurul ciclist care a reușit să câștige competiția cățărătorilor, clasamentul combinat, premiul pentru cel mai combativ ciclist al Turului, competiția pe puncte și clasamentul general, toate în același an, a fost Eddy Merckx. El a reușit această performanță în anul 1969, an în care a și debutat în Turul Franței.
Cele mai multe participări îi aparțin ciclistului Sylvain Chavanel, prezent de 18 ori; dintre acestea, de 16 ori a ajuns la finiș.
René Pottier, Roger Lapébie, Sylvère Maes și Fausto Coppi au obținut victoria în Turul Franței la ultima lor participare.
Două ediții ale Turului Franței au fost câștigate de cicliști care, până după ultima etapă, nu îmbrăcaseră niciodată tricoul galben în respectivul an. În 1947, în ultima etapă, Jean Robic a recuperat un deficit de trei minute în cei 257 km ai etapei încheiate la Paris. În 1968, Jan Janssen din Olanda și-a asigurat victoria finală abia în ultima zi, ca urmare a contratimpului individual (ITT).
Trei ediții ale Turului au fost câștigate de cicliști care au condus clasamentul general din prima etapă și până la finalul de la Paris. Maurice Garin a reușit acest lucru în prima ediție a competiției, în 1903; anul următor, el a repetat performanța, dar rezultatele sale au fost anulate de către oficiali, ca răspuns la zvonurile că acesta ar fi trișat. Ottavio Bottechia a fost liderul clasamentului general în fiecare etapă a ediției din anul 1924. În 1928, Nicolas Frantz a reușit același lucru; mai mult, în acel an, podiumul final a fost ocupat în întregime de coechipierii săi. Deși nimeni nu a mai repetat această performanță de-atunci, au existat patru cazuri în care un ciclist a preluat tricoul galben din etapa a doua, reușind să-l ducă până la Paris.
În anii de început ai Turului, cicliștii rulau individual, uneori fiindu-le chiar interzis să pedaleze în grupuri compacte. Acest lucru a avut ca efect înregistrarea unor diferențe de timp foarte mari între câștigător și ocupantul poziției secunde. În timpurile moderne, din momentul în care sportivii au început să aibă tendința să ruleze grupați sub forma unui pluton, diferențele au început să scadă. În prezent, ele se conturează de obicei în urma contratimpurilor, evadărilor, etapelor de munte cu final în cățărare și prin distanțarea de pluton. În tabelul de mai jos sunt prezentate cele mai mici diferențe de timp înregistrate, la finalul Turului, între câștigătorul unei ediții și ocupantul locului doi. Prin comparație, cea mai mare diferență de timp a fost înregistrată la finalul primei ediții a Turului Franței, în anul 1903: 2h 49m 45s între Maurice Garin și Lucien Pothier. Cele mai mici nouă diferențe de timp înregistrate între primul și al doilea clasat sunt:
| Diferență de timp | An   | Cicliști                            |
| ----------------- | ---- | ----------------------------------- |
| 8"                | 1989 | Greg LeMond – Laurent Fignon        |
| 23"               | 2007 | Alberto Contador – Cadel Evans      |
| 32"               | 2006 | Óscar Pereiro – Andreas Klöden      |
| 38"               | 1968 | Jan Janssen – Herman Van Springel   |
| 40"               | 1987 | Stephen Roche – Pedro Delgado       |
| 48"               | 1977 | Bernard Thévenet – Hennie Kuiper    |
| 54"               | 2017 | Chris Froome – Rigoberto Urán       |
| 55"               | 1964 | Jacques Anquetil – Raymond Poulidor |
| 58"               | 2008 | Carlos Sastre – Cadel Evans         |
| 59"               | 2020 | Tadej Pogačar – Primož Roglič       |

### Victorii de etapă
| Loc | Nume              | Țară         | Victorii |
| --- | ----------------- | ------------ | -------- |
| 1   | Mark Cavendish    | Regatul Unit | 35       |
| 2   | Eddy Merckx       | Belgia       | 34       |
| 3   | Bernard Hinault   | Franța       | 28       |
| 4   | André Leducq      | Franța       | 25       |
| 5   | André Darrigade   | Franța       | 22       |
| 6   | Tadej Pogacar     | Slovenia     | 21       |
| 7   | Nicolas Frantz    | Luxemburg    | 20       |
| 8   | François Faber    | Luxemburg    | 19       |
| 9   | Jean Alavoine     | Franța       | 17       |
| 10  | Jacques Anquetil  | Franța       | 16       |
| 10  | René Le Grevès    | Franța       | 16       |
| 10  | Charles Pélissier | Franța       | 16       |
| 13  | Freddy Maertens   | Belgia       | 15       |
| 14  | Marcel Kittel     | Germania     | 14       |
| 15  | Philippe Thys     | Belgia       | 13       |
| 15  | Louis Trousselier | Franța       | 13       |
| 17  | Jean Aerts        | Belgia       | 12       |
| 17  | Gino Bartali      | Italia       | 12       |
| 17  | Mario Cipollini   | Italia       | 12       |
| 17  | Miguel Indurain   | Spania       | 12       |
| 17  | Robbie McEwen     | Australia    | 12       |
| 17  | Peter Sagan       | Slovacia     | 12       |
| 17  | Erik Zabel        | Germania     | 12       |
| 24  | Louison Bobet     | Franța       | 11       |
| 24  | Raffaele Di Paco  | Italia       | 11       |
| 24  | André Greipel     | Germania     | 11       |

Trei cicliști au reușit să câștige 8 etape într-un singur an:
- Charles Pélissier (FRA) (1930, plus șapte locuri 2)
- Eddy Merckx (BEL) (1970, 1974)
- Freddy Maertens (BEL) (1976, plus patru locuri 2 și două locuri 3)

### Orașe gazdă
Câteva localități au găzduit cel puțin 25 de starturi sau de finaluri de etapă:
- Paris – 148 (cel mai recent final de etapă: 2025)
- Bordeaux – 81 (cel mai recent: 2023)
- Pau – 77 (cel mai recent: 2025)
- Bagnères-de-Luchon – 61 (cel mai recent: 2025)
- Nisa – 43 (cel mai recent: 2024)
- Metz – 40 (cel mai recent: 2012)
- Grenoble – 40 (cel mai recent: 2020)
- Caen – 37 (cel mai recent: 2025)
- Briançon – 36 (cel mai recent: 2022)
- Marseille – 36 (cel mai recent: 2017)
- Perpignan – 36 (cel mai recent: 2009)
- Bayonne – 33 (cel mai recent: 2023)
- Montpellier – 32 (cel mai recent: 2025)
- Belfort – 31 (cel mai recent: 2021)
- Nantes – 30 (cel mai recent: 2008)
- L'Alpe d'Huez – 30 (cel mai recent: 2022)
- Brest – 30 (cel mai recent: 2021)
- Toulouse – 29 (cel mai recent: 2025)
- Saint-Étienne – 28 (cel mai recent: 2022)
- Roubaix – 26 (cel mai recent: 2018)

### Viteză medie/cursă
An: Km/h...
1903:	25,7,
1905:	27,1,
1910:	29,1,
1919:	24,1,
1925:	24,8,
1930:	28,0,
1935:	30,7,
1939:	32,0,
1947:	31,4,
1950:	32,7,
1955:	34,4,
1960:	37,2,
1965:	35,9,
1970:	35,6,
1975:	34,9,
1980:	35,1,
1985:	36,2,
1990:	38,6,
1995:	39,2,
2000:	39,6,
2005:	41,5,
2010:	39,6.
Min.: Turul Franței 1919, max.: Turul Franței 2005.

### Viteză medie/etapă
Cea mai rapidă etapă cu start în bloc s-a desfășurat în anul 1999, între Laval și Blois (194,5 km). Ea a fost câștigată de Mario Cipollini, care a rulat cu o viteză medie de 50,4 km/h. Dar viteza medie cea mai ridicată într-o etapă din Turul Franței s-a înregistrat în contratimpul individual desfășurat în prima etapă a ediției din 2005, etapă disputată între Fromentine – Noirmoutier-en-l'Ile (19 km). Victoria i-a revenit atunci lui David Zabriskie, care a încheiat cursa cu o viteză medie de 54,7 km/h. Deși viteza lui Zabriskie este cea de referință, trebuie spus că în prologul ediției din 1994, desfășurat pe traseul Lille-Euralille (7,2 km), Chris Boardman a rulat cu o viteză medie de 55,2 km/h. Cea mai mare viteză medie înregistrată la un final de etapă este cea reușită de echipa Discovery Channel care, în timpul contratimpului pe echipe din 2005, desfășurat între Tours și Blois, pe o distanță de 67,5 km, a rulat cu o viteză medie de 57,3 km/h.
 
Cea mai rapidă cățărare pe Alpe d'Huez: Marco Pantani în Turul Franței 1997, cu o viteză medie de 23,1 km/h.

### Evadări reușite
Cea mai lungă evadare solitară reușită (după război) este cea a lui Albert Bourlon, petrecută în Turul Franței 1947. În etapa Carcassone-Luchon, el a rulat de unul singur timp de 253 km. Aceasta este una dintre cele șapte evadări din istoria Turului mai lungi de 200 km, cea mai recentă fiind cea de 234 km a lui Thierry Marie, petrecută în anul 1991. În acea etapă din 1947, Bourlon a încheiat cursa cu 16 m 30s în fața celui de-al doilea clasat. Aceasta este și una dintre cele mai mari diferențe de timp înregistrate vreodată între primul și al doilea clasat. Totuși, recordul la acest capitol îi aparține lui José-Luis Viejo, care, în 1976, în etapa Montgenèvre-Manosque, a încheiat cu 22 m 50s avans față de pluton. El este al patrulea și cel mai recent ciclist care a reușit performanța de a câștiga o etapă cu un avans de peste 20 de minute față de următorul clasat.